# Liste von Persönlichkeiten der Stadt Graz
In dieser Liste werden die Artikel von Persönlichkeiten mit Bezug zur Stadt Graz aufgeführt. Nach den Ehrenbürgern, Bürgern und Ehrenringträgern folgen die Söhne und Töchter der Stadt Graz und schließlich weitere Persönlichkeiten mit Bezug zur Stadt Graz.

## Ehrenbürger (Auszug)
- Ignaz Maria Graf von Attems-Heiligenkreuz (* 24. Februar 1774; † 17. Dezember 1861) war Landeshauptmann der Steiermark.
- Michael Graf von Strassoldo-Graffemberg (*  1798; † 26. Dezember 1873) war Statthalter der Steiermark.[1]
- Rudolf Hans Bartsch (* 11. Februar 1873; † 7. Februar 1952) war österreichischer Offizier und Schriftsteller (1932).
- Heinz Fischer (* 9. Oktober 1938) war Bundespräsident der Republik Österreich.[2]
- Waltraud Klasnic (* 1945) war Landeshauptmann der Steiermark, Ehrenbürgerschaft verliehen 2015
- Ferdinand Stanislaus Pawlikowski (* 28. April 1877 in Wien; † 31. Juli 1956 in Graz) war Fürstbischof von Seckau (heute: Diözese Graz-Seckau) und zuletzt Titularerzbischof von Velebusdus. Ihm wurde die Ehrenbürgerschaft am 23. Juni 1937 verliehen, am 12. Mai 1938 aberkannt und am 26. November 1953 feierlich wiederverliehen.[3]
- Siegfried Nagl  (* 18. April 1963 in Graz) war Grazer Bürgermeister von 2003 bis 2021, Verleihung am 17. November 2022[4]
- Helmut List, Industrieller, Verleihung am 30. März 2023[5]
- Alfred Stingl (* 28. Mai 1939; † 29. Mai 2025) war Grazer Bürgermeister von 1985 bis 2003, Verleihung 2005

## Bürger der Stadt Graz (Auszug)
- Christine Brunnsteiner (* 1954), Moderatorin in Radio und Fernsehen, Autorin[6]
- Peter Freyberger (* 8. November 1922; † 21. Juni 2009) war Mediziner und Universitätsprofessor.[7]
- Ferdinand Friebe (* 1894; † 1980), Sportler und Unternehmer
- Karl Frühwirth (* 1924; † 16. April 2009) war Vizepräsident des Landesgerichts für Strafsachen Graz i. R.[8]
- Georg Hammerl (* 1923; † 2018),  Politiker, Beamter und Gewerkschafter
- Volker Hild († 25. März 2009), Brigadier[9]
- Rudolf Kellermayr (* 25. Jänner 1921 in Graz; † 27. September 2014 ebenda), langjähriger Direktor des Akademischen Gymnasiums Graz, Kulturkritiker und Vorsitzender des Herausgeberkollegiums der Kleinen Zeitung
- Erna Minder (* 1939), Post- und Fernmeldebedienstete, Politikerin[10]
- Ivica Osim (* 6. Mai 1941 in Sarajewo; † 1. Mai 2022 in Graz), jugoslawischer und bosnischer Fußballspieler und -trainer[11]
- Gerti Pall (* 13. März 1932 in Graz; † 7. Februar 2025 ebenda), Schauspielerin[12]
- Sigrid Reinitzer (* 1941 in Graz), langjährige Direktorin der Grazer Universitätsbibliothek
- Grete Schurz (* 1935; † 2022), Frauenbeauftragte
- Leopold Städtler (* 23. April 1925 in Ligist), Priester und Generalvikar der Diözese Graz-Seckau[13]
- Anne Marie Wicher (* 1934 in Graz), Politikerin
- Am 19. Jänner 2023 wurde der Bürgerbrief an neun Persönlichkeiten, Stefanie Werger, Christa Tax, Karin Steffen, Doris Pollet-Kammerlander, Karin Schmidlechner-Lienhart, Josef Wilhelm, Ernest Kaltenegger, Berndt Luef und Harald Korschelt, verliehen.[14]

## Ehrenringträger
Die Stadt verleiht den Ehrenring der Stadt Graz für hervorragende Leistungen mit Bezug zu Graz. Mit Stand Jänner 2024 wurden 77 Personen, davon sieben Frauen, geehrt (inkl. Arnold Schwarzenegger, der den Ring zurückgab).
| Name                                      | Beschluss                                | Anmerkungen |
| ----------------------------------------- | ---------------------------------------- | --- |
| Anton Afritsch (1902–1990)                | 16.09.1982                               | Politiker (SPÖ) |
| Bernhard Baule (1891–1976)                | 16.07.1964                               | Professor für Mathematik an der TU Graz (1921–1938, 1945–1962) |
| Hermann Beer (1905–1972)                  | 08.10.1970                               | Professor für Baustatik an der TU Graz (1940–1955) |
| Karl Böhm (1894–1981)                     | 10.06.1954                               | Dirigent |
| Karlheinz Böhm (1928–2014)                | 07.03.2003                               | Schauspieler und Gründer der Organisation Menschen für Menschen (MfM), die notleidenden Menschen in Äthiopien hilft |
| Emil Breisach (1923–2015)                 | 07.03.2003                               | Schriftsteller und Kulturschaffender |
| Alfred Brendel (1931–2025)                | 18.10.2007                               | Pianist, Dichter, Schriftsteller |
| Norbertine Bresslern-Roth (1891–1978)     | 15.06.1972                               | Künstlerin |
| Günter Brus (1938–2024)                   | 16.02.2023                               | Künstler |
| Max Cechal († 1986)                       | 22.03.1979                               | stellvertretender Bürgermeister 1962–1970 (SPÖ) |
| Walter Ehalt († 1976)                     | 11.12.1969                               | Leiter des Unfallkrankenhauses Graz |
| Franz Fabian († 1971)                     | 16.11.1961                               | Propst der Grazer Stadtpfarrkirche (1945–1971) |
| Karl Federhofer (1885–1960)               | 26.05.1955                               | Professor für Mechanik an der TU Graz (1923–1956) |
| Ernst-Christian Gerhold (* 1942)          | 21.10.2010                               | Evangelisch-lutherischer Theologe |
| Hermann Grengg (1891–1978)                | 16.04.1959                               | Rektor der TU Graz (1948–1963) |
| Rudolf Griß (1914–2006)                   | 21.04.1994                               | Präsident des steirischen Roten Kreuzes |
| Franz Hanus († 1985)                      | 22.03.1979                               | |
| Nikolaus Harnoncourt (1929–2016)          | 13.05.1993                               | Österreichischer Dirigent, Cellist, Musikschriftsteller und Spezialist für die Historische Aufführungspraxis |
| Fritz Heppner (1917–2002)                 | 17.06.1982                               | Erster Vorstand der Neurochirurgie am LKH-Universitätsklinikum Graz (1971–1987) |
| Alois Hergouth (1925–2002)                | 08.06.2000                               | Schriftsteller |
| Maria Heyrowsky-Rowenow († 1992)          | 11.12.1969                               | |
| Gustav Hofer (1887–1970)                  | 16.07.1964                               | Vorstand der HNO-Klinik am LKH-Universitätsklinikum Graz (1931–1958) |
| Hanns Holenia (1890–1972)                 | 28.04.1966                               | Komponist |
| Norbert Horvatek (1888–1982)              | 14.07.1966                               | Politiker (SPÖ) |
| Franz Ileschitz († 1990)                  | 09.10.1986                               | Präsident der steirischen Arbeiterkammer (1975–1987), SPÖ |
| Udo Illig (1897–1989)                     | 14.07.1966                               | Abgeordneter des steiermärkischen Landtags (1927–1932), steirischer Landesrat (1945–1953), Bundesminister für Handel und Wiederaufbau (1953–1956, ÖVP) |
| Franz Jawornik (1893–1970)                | 16.07.1964                               | Stadtrat (1946–1963) |
| Ernst Friedrich Jungel († 1982)           | 17.06.1982                               | Professor für Freihandzeichnen an der Kunstuniversität Graz (1933–1948), Präsident des Künstlerbund Graz (1958–1964) |
| Kurt Jungwirth (1929–2025)                | 22.10.2009                               | Landesrat für Kultur (1970–1985), Landeshauptmann-Stellvertreter (1985–1991), (ÖVP), Schach-Funktionär |
| Franz Kaufmann (1917–2010)                | 17.06.1982                               | Präsident der Handelskammer Steiermark |
| Walter Koschatzky (1921–2003)             | 12.09.2001                               | Direktor des Landesmuseums Joanneum und der Albertina (192–1986) |
| Otto Kratky (1902–1995)                   | 15.06.1972                               | Professor für theoretische und physikalische Chemie an der Universität Graz (1946–1972), 1987 zum Ehrenbürger ernannt |
| Norbert Krisper (1903–1988)               | 11.12.1969                               | Stadtschulrat |
| Helmut List (* 1941)                      | 17.01.2002                               | Leiter der AVL List (seit 1979), 2022 zum Ehrenbürger ernannt |
| Hermann List († 1987)                     | 22.03.1979                               | |
| Otto Loewi (1873–1961)                    | 16.04.1959                               | Nobelpreis für Medizin (1936) |
| Erich Marckhl (1902–1980)                 | 15.06.1972                               | Musikdirektor für Steiermark |
| Joseph Marx (1882–1964)                   | 17.03.1932                               | Komponist |
| Fritz Matzner (1896–1972)                 | 14.07.1966                               | Landesrat (1945–1960), Landeshauptmann-Stellvertreter (1960–1963), (SPÖ) |
| Max Mayr (1928–2012)                      | 10.05.2000                               | Denkmalschutzaktivist, Professor und Ehrenpräsident des Internationalen Städteforums Graz |
| Norbert Matzka (1929–2017)                | 18.03.1999                               | ehemaliger Stadtrat |
| Ernst Mayrhofer († 1974)                  | 14.07.1966                               | |
| Otto Möbes (1879–1963)                    | 16.04.1959                               | Gemeinderat (1924–1934), Stadtrat (1946–1953), Präsident der steirischen Arbeiterkammer (1945–1953) |
| Josef Moser (1919–2003)                   | 03.07.1980                               | Gemeinderat (ab 1953), Bundesminister für Bauten und Technik (1970–1979), (SPÖ) |
| Franz Nabl (1883–1974)                    | 24.04.1953                               | Namensgeber des Franz-Nabl-Preises und des Franz-Nabl-Instituts für Literaturforschung |
| Christa Neuper (* 1958)                   | 09.05.2019                               | Erste Rektorin der Universität Graz (2011–2019) |
| Olga Neuwirth (* 1968)                    | 16.02.2023                               | Komponistin |
| Richard Oberhuber (1906–1985)             | 16.11.1967                               | Präsident der Sezession Graz, Direktor der Meisterschule für angewandte Kunst der HTL Graz |
| Maria Pachleitner (1909–2008)             | 26.04.1990                               | Präsidentin der Lebenshilfe |
| Heinz Pammer (1921–1986)                  | 09.10.1986                               | Stadtrat (seit 1963), Kulturreferent (ab 1973), Gründer des Internationalen Städteforums Graz |
| Sigbert Pauritsch (1903–1988)             | 11.12.1969                               | Direktor der Steiermärkischen Sparkasse |
| Johann Pirchegger (1875–1973)             | 10.09.1928                               | Historiker |
| Anton Pischinger (1907–2003)              | 05.11.1987                               | Maschinenbauer |
| Friedrich Popelka (1890–1973)             | 15.12.1937                               | Archivar, Historiker und Universitätsprofessor |
| Willibald Riedler (1932–2018)             | 26.02.1987                               | Universitätsprofessor und Vorstand des Institutes für Nachrichtentechnik und Wellenausbreitung an der TU Graz |
| Karl Rinner (1912–1991)                   | 16.09.1982                               | Professor für Geodäsie an der TU Graz (1960–1983) |
| Josef Ritter († 1987)                     | 22.03.1979                               | Komm |
| Hanns Sassmann (1924–1997)                | 14.06.1984                               | Leiter der Styria Media Group (1964–1994), Herausgeber Die Furche (1976–1994) |
| Gustav Scherbaum (1906–1991)              | 27.02.1974                               | Bürgermeister (1960–1973), (SPÖ) |
| Ludwig Scherer (1909–2007)                | 16.09.1982                               | Stadtrat |
| Alois Schönauer († 1970)                  | 16.07.1964                               | stellvertretender Bürgermeister 1960–1962 (SPÖ) |
| Gerald Schöpfer (* 1944)                  | 17.12.2020                               | Präsident des Österreichischen Roten Kreuzes |
| Grete Schurz (1934–2022)                  | 21.10.2010                               | Erste Frauenbeauftragte der Stadt Graz |
| Eduard Schwarz († 1993)                   | 17.06.1982                               | Präsident der steirischen Arbeiterkammer (1953–1975) |
| Arnold Schwarzenegger (* 1947)            | 24.04.1997 (am 19.12.2005 zurückgegeben) | Bodybuilder, Schauspieler und Politiker. Von 2003 bis 2011 war er der 38. Gouverneur von Kalifornien. Er gab den 1999 erhaltenen Ehrenring der Stadt Graz zurück, nachdem er in dieser Funktion Gnadengesuche vor Hinrichtungen abgelehnt hatte und dafür kritisiert wurde. Viele Jahre danach – 2017 – erhielt er den Ehrenring des Landes Steiermark. |
| Adalbert Sebastian (1919–2004)            | 30.11.1989                               | Landeshauptmann Stellvertreter (1970–1980), SPÖ |
| Othmar Seindl († 1981)                    | 08.10.1970                               | |
| Franz Spath (1899–1984)                   | 14.07.1966                               | Professor für Chirurgie am LKH-Universitätsklinikum Graz |
| Eduard Speck (1884–1973)                  | 18.11.1954                               | Bürgermeister (1945–1960), SPÖ |
| Gerd Stepantschitz (1917–2006)            | 30.11.1989                               | Politiker (ÖVP), Ärztlicher Direktor des LKH-Universitätsklinikum Graz (1977–1982) |
| Robert Stolz (1880–1975)                  | 09.04.1965                               | Komponist und Dirigent |
| Hans Sünkel (* 1948)                      | 09.05.2019                               | Rektor der Technischen Universität Graz (2003–2011) |
| Mathilde Tscherner († 1994)               | 11.12.1969                               | |
| Johann Weber (1927–2020)                  | 21.05.1987                               | römisch-katholischer Bischof der Diözese Graz-Seckau |
| Hans Wisiak (1911–1989)                   | 23.10.1980                               | Präsident der Finanzlandesdirektion für Steiermark und Kärnten, Mitbegründer der Sportunion |
| Heinz E. Wressnig († 1971)                | 18.03.1971                               | Komm |
| Gustav Zigeuner (1886–1979)               | 20.01.1966                               | Präsident des Verfassungsgerichtshofes (1956–1957) |
| Lebende Preisträger • Preis zurückgegeben |                                          | |

## Söhne und Töchter der Stadt
Die folgenden Personen wurden in Graz geboren. Für die Nennung hier ist es unerheblich, ob die Personen ihren späteren Wirkungskreis in Graz hatten oder nicht.

### A
- Wolfram Abt (1969–2008), Jazzmusiker
- Josef Afritsch (1901–1964), Bundesminister
- Viktor Afritsch (1906–1967), Burgschauspieler
- Franz Allmer (1916–2008), Geodät
- Leopold Altenburg (* 1971), Schauspieler
- Werner Amon (* 1969), Politiker
- Bernard Andreae (* 1930), klassischer Archäologe
- Erna Appelt (* 1951), Politikwissenschaftlerin, Hochschullehrerin
- Isabella Archan (* 1965), Schauspielerin, Hörspielsprecherin und Krimiautorin
- Clemens Arvay (1980–2023), Sachbuchautor
- Christine Aschbacher (* 1983), Bundesministerin für Arbeit, Familie und Jugend
- Armin Assinger (* 1964), Skirennläufer und Fernsehmoderator
- Ernst Gottlieb von Attems (1694–1757), Bischof von Laibach
- Ferdinand von Attems (1746–1820), Landeshauptmann
- Friedrich Attems (1818–1901), Großgrundbesitzer und Abgeordneter zum Österreichischen Abgeordnetenhaus
- Leopold Auenbrugger (1722–1809), bedeutender Mediziner
- Marija Auersperg Attems (1816–1880), Malerin
- Günter Auferbauer (1940–2025), Autor und Bergsteiger
- Luise Auferbauer (* 1942), Autorin und Bergsteigerin

### B
- Christian Bachhiesl (* 1971), Wissenschaftshistoriker
- Wilhelmine Badl (1899–1956), Bildhauerin, Grafikerin und Malerin
- Samson Baidoo (* 2004), Fußballspieler
- Hermann Baltl (1918–2004), Rechtshistoriker
- Claudia Bandion-Ortner (* 1966), Richterin und ehemalige Justizministerin
- Matthäus Bär, bürgerlich Matthäus Prandstätter (* 1989), Songwriter und Autor
- Robert Baravalle (1891–1974), Historiker und Burgenforscher
- Carl von Bardolff (1865–1953), Jurist, Politiker, Feldmarschallleutnant
- Martin Bartenstein (* 1953), Unternehmer, Minister
- Ludwig Alexander von Battenberg (1854–1921), Admiral der britischen Royal Navy
- Karl Bauer (1905–1993), akademischer Maler
- Renate Bauer (* 1962), Politikerin und Gewerkschafterin
- Wolfgang Bauer (1941–2005), Dramatiker, Schriftsteller des Forum Stadtpark
- Siegfried Baumegger (* 1972), Schachspieler und -trainer
- Richard Bayer (1907–1989), Mediziner
- Christian Beaufort-Spontin (* 1947), Kunsthistoriker und Waffenkundler
- Alois von Beckh-Widmanstätten (1754–1849), Buchdrucker, Naturwissenschaftler, Entdecker der Widmanstätten-Struktur in Meteoriten
- Hermann Beer (1905–1972), Bauingenieur
- Markus Beer (* 1988), Fußballspieler
- Daniel Beichler (* 1988), Fußballspieler
- Christian Beidl (* 1961), Maschinenbauingenieur
- Kati Bellowitsch (* 1974), Fernseh- und Radiomoderatorin
- Franz Xaver von Bendel (1713–1800), jesuitischer Dichter
- Ferdinand Berger (1917–2004), Jurist, Polizeibeamter und Widerstandskämpfer
- Helmut Berger (* 1949), Schauspieler, Regisseur und Drehbuchautor
- Johann Berger (1845–1933), Schachspieler und -theoretiker
- Wolfram Berger (* 1945), Schauspieler
- Rupert Bergmann (* 1965), Opernsänger (Bassbariton)
- Stephan Bergmann (* 1980), Regisseur
- Erich Bernard (* 1965), Architekt
- Clemens Berndorff (* 1982), Schauspieler
- Klemens Bittmann (* 1977), Geiger und Mandolaspieler
- Wolfgang J. Bittner (* 1947), evangelischer Theologe, Autor und Referent
- Gottfried Blahovsky (* 1931), Schauspieler
- Wilhelm Blaschke (1885–1962), Mathematiker und Autor
- Magda Bleckmann (* 1968), Politikerin
- Erika Bleibtreu (* 1940), Archäologin
- Anton Bleichsteiner (1879–1963), Maler
- Manfred Blumauer (1927–2005), Musikkritiker
- Helmut Bohatsch (* 1956), Schauspieler und Musiker
- Hellfried Böhm (1942–2017), bildender Künstler, Fotograf und Autor
- Karl Böhm (1894–1981), Dirigent
- Leopold Böhm (1865–1933), Jurist und Konzertsänger
- Ernst Bolbrinker (1898–1962), Bergingenieur und Ritterkreuzträger im Deutschen Afrikakorps
- Tomislav Borić (* 1962), Rechtswissenschaftler
- Herbert Brandl (1959–2025), Maler
- Jakob Brandtner (* 2006), Fußballspieler
- Eugen Bregant (1937–2003), österreichischer Entomologe und Botaniker
- Norbertine Bresslern-Roth (1891–1978), Malerin
- Anton Ernst von Breuner (1724–1789), Prälat
- Johann Franz Brockmann (1745–1812), Schauspieler, erster deutschsprachiger Hamlet
- Ingrid Brodnig (* 1984), Journalistin und Publizistin
- Bernd Brunnhofer (* 1946), deutscher Spieleautor
- Adalbert Buchberger (1888–1962), Ingenieur, Abgeordneter zum Nationalrat
- Liselotte Buchenauer (1922–2003), Schriftstellerin und Alpinistin
- Carmen Buchrieser (* 1961), Biologin und Hochschullehrerin
- Franz Buchrieser (* 1937), Schauspieler
- Marie von Bülow (1874–1947), Schauspielerin
- Jenny Bürde-Ney (1824–1886), Sängerin
- Georg Bydlinski (* 1956), Schriftsteller
- Mini Bydlinski (* 1962), Kabarettist und Schauspieler

### C
- Anna Čadia (1903 – 2001), Aktivistin der Widerstandsbewegung „Rote Hilfe“
- Aquilin Julius Caesar (1720–1792), Historiker und Augustiner-Chorherr
- Joachim Carlone (1653–1713), Architekt und Maurermeister
- Maria Cäsar (1920–2017), Widerstandskämpferin gegen den Nationalsozialismus
- Peter Cerwenka (1942–2020), Verkehrswissenschaftler
- Michael Chalupka (* 1960), Pfarrer
- Irene von Chavanne (1863–1938), Sängerin
- Elfriede Coltelli (1883–1971), Malerin und Grafikerin
- Katharina Copony (1972–2024), Filmemacherin

### D
- Felix Damm (* 1937), Radrennfahrer
- Andrea Da Mosto (1868–1960), Direktor des Staatsarchivs Venedig
- Celina Degen (* 2001), Fußballspielerin
- Wolfgang Denzel (1908–1990), Rennsportler, Konstrukteur und Unternehmer
- Franz Deutsch (1928–2011), Radrennfahrer und Caféhaus-Besitzer
- Eva Dichand (* 1973), Herausgeberin
- Hans Dichand (1921–2010), Zeitungsverleger
- Adam Dietrichstein (1527–1590), Politiker
- Christian Dintar (* 1974), Fußballschiedsrichter
- Alexander Diwiak (* 1989), Schauspieler
- Hans Dolf (1897–1967), Schauspieler und Hörspielsprecher
- Christoph Dolgan (* 1979), Autor
- Franz A. Doubek (1903–1969), Historiker
- Udalrich von Dunkelstein († nach 1164), Ministeriale und Präfekt
- Barbara Dunst (* 1997), Fußballspielerin
- Ilse Dvorak-Stocker (1922–2011), Verlegerin

### E
- Anton Ebner (1876–1963), Politiker
- Werner Edler-Muhr (* 1969), Leichtathlet
- Hans Ulrich von Eggenberg (1568–1634), Obersthofmeister Ferdinands II.
- Josef W. Egger (* 1949), klinischer Psychologe, Mediziner und Hochschullehrer
- Michael Ehmann (* 1975), Zahntechniker und Politiker
- Ludwig Ehrenberger (1878–1950), Maler und Grafiker
- Barbara Eibinger-Miedl (* 1980), Landesrat, Staatssekretärin
- Fritz Eichler (1887–1971), Archäologe
- Oktavia Eigner-Rollett (1877–1959), Ärztin
- Helmut Eisendle (1939–2003), Psychologe und Schriftsteller
- Zerline Erfurt (1907–1990), Komponistin, Geigerin, Pianistin und Musikpädagogin
- Johannes Ertl (* 1982), Fußballspieler
- Gabriel Eskinja (* 2003), Fußballspieler
- Georg Essl (* 1972), Musiker
- Ulf Christian Ewert (* 1966), deutscher Historiker

### F
- Andreas von Fail-Griessler (1857–1919), österreichisch-ungarischer General
- Gunter Falk (1942–1983), Soziologe und Schriftsteller
- Margarete Falkner (1922–1962), Vorderasiatische Archäologin
- Curt Faudon (1949–2019), Regisseur, Drehbuchautor und Filmproduzent
- Hellmut Federhofer (1911–2014), Musikwissenschaftler
- Ferdinand II. (1578–1637), 1619–1637 römisch-deutscher Kaiser
- Ferdinand III. (HRR), Kaiser des Heiligen Römischen Reiches
- Franz Ferweger (1758–1830), Salinenarzt
- Angelika Fink (* 1963), Schauspielerin
- David Fink (* 1991), Fußballspieler
- Heinz Fischer (* 1938), ehemaliger Jurist und Politiker (SPÖ), war von 2004 bis 2016 Bundespräsident von Österreich
- Johann Bernhard Fischer von Erlach (1656–1723), Barock-Architekt
- Karl-Josef Fischer (1903–1992), SS-Hauptsturmführer und Lagerarzt im KZ Auschwitz
- Bernd Fischerauer (1943–2017), Regisseur, Schauspieler, Drehbuch- und Romanautor
- Sascha Fischl (* 2002), Fußballspieler
- Ludwig Fladerer (* 1961), Autor und Klassischer Philologe
- Christian Fleck (* 1954), Soziologe
- Jörg Flecker (* 1959), Sozialwissenschaftler
- Kurt Flecker (* 1947), Politiker (SPÖ)
- Christa Fonatsch (* 1943), Humangenetikerin
- Monika Fludernik (* 1957), Anglistin und Literaturwissenschaftlerin
- Jan Frankl (* 1987), Regisseur, Produzent, Drehbuchautor und Fotograf
- Janz Franz (1946–2017), Künstler
- Caroline von Frast (1841–1902), Malerin
- Alexander Freitag (1944–2018), Lehrer, Volksschuldirektor und Politiker (SPÖ)
- Artur Freunbichler (1921–2011), Verwaltungsjurist, Gewerkschafter und Politiker
- Magdalena Frey (* 1963), Fotografin und Videokünstlerin
- Günther Friesinger (* 1973), Philosoph, freier Medienmacher, Künstler und Kurator
- Christine Frisinghelli (* 1949), Herausgeberin, Kuratorin und Kunsttheoretikerin
- Erasmus Fröhlich (1700–1758), Jesuit, Historiker, Bibliothekar und Numismatiker
- Franz Fröhlich (1898–1983), Ingenieur, Manager und Hochschullehrer
- Manfred Fruhmann (* 1956), Fußballspieler
- Gilbert Fuchs (1871–1952), Eiskunstläufer und Forstwissenschaftler
- Kurt Fuchs (1919–1945), Soldat, als Deserteur hingerichtet
- Friedrich Funder (1872–1959), Herausgeber der Wiener Tageszeitung „Reichspost“
- Hortensia Fussy (* 1954), Künstlerin und Bildhauerin

### G
- Andreas Gabalier (* 1984), Musiker
- Josef Ritter von Gadolla (1897–1945), Offizier und Retter von Gotha im Zweiten Weltkrieg
- Rudolph Karl von Gaisruck (1700–1778), k.k. Feldzeugmeister
- Hannes Dietmar Galter (* 1954), Altorientalist
- Gerald Ganglbauer (* 1958), Verleger
- Petra Ganglbauer (* 1958), Autorin und Radiokünstlerin
- Karin Gastinger (* 1964), Politikerin
- Olga Gauby (1879–1944), Theaterschauspielerin
- Marie Geistinger (1836–1903), Schauspielerin und Sängerin
- Johannes Gepp (* 1949), Biologe, Zoologe, Entomologe, Ökologe, Hochschullehrer und Naturvermittler
- Lisa Zoe Geretschläger (* 1990), Filmeditorin
- Johann Gerst (1850–1890), Astronom
- Alfred Gerstl (1923–2016), Politiker und Sportfunktionär
- Alfred Gerth (1921–2017), Fußballspieler sowie Arbeitnehmer- und Krankenkassenfunktionär
- Leonore Gewessler (* 1977), Politikerin und Geschäftsführer von Global 2000
- Johannes Gießauf (* 1968), Mediävist
- Alexander Girardi (1850–1918), Schauspieler
- Peter Glaser (* 1957), Schriftsteller und Journalist
- Thomas Glavinic (* 1972), Schriftsteller
- Hans Glawischnig (* 1970), Jazzmusiker
- Michael Glawogger (1959–2014), Filmregisseur
- Wenzeslaus von Gleispach (1876–1944), Jurist und Universitätslehrer
- Edi Glieder (* 1969), Fußballspieler
- Heinz Johann Glössl (* 1951), Unternehmer und Politiker
- Sylvia Glowacki (1868–1916), völkische Frauenrechtlerin
- Daniela Gmeinbauer (* 1965), Unternehmerin, Politikerin und Abgeordnete zum Nationalrat
- Moritz Gogg (* 1974), Opernsänger
- Alexander Götz (1928–2018), Politiker
- Valentin Götzinger (* 2000), Radsportler
- Gordon M. Gollob (1912–1987), deutscher Jagdflieger und General der Jagdflieger
- Roland Goriupp (* 1971), Fußballspieler
- Maria Grabensberger (* 1948), Politikerin
- Hermann Grabner (1886–1969), Komponist
- Christine Grän (* 1952), Schriftstellerin
- Robert Graf (1878–1952), Kunsthistoriker
- Fritz Grasenick (1916–2003), Chemiker
- Udalrich von Graz († nach 1156), Adeliger
- Nadja Grbić (* 1963), Übersetzungswissenschaftlerin, Hochschullehrerin
- Michael Gregoritsch (* 1994), Fußballspieler
- Eduard Grégr (auch Gröger, 1827–1907), tschechischer Arzt, Politiker und Publizist
- Franz Grein (1858–1925), Steinmetzmeister und Unternehmer
- Philipp Markus Grein (* 1988), Künstler und Unternehmer
- Alexander Grill (1938–2009), Bühnen- und Filmschauspieler
- Rudolf Griß (1914–2006), Rechtsanwalt, Konsul der Föderativen Republik Brasilien und Multifunktionär
- Barbara Gross (* 1953), Politikerin und Präsidentin der Volkshilfe Österreich
- Hans Gross (1847–1915), Kriminologe
- Hans Gross (1930–1992), Politiker
- Gerd Gruber (* 1982), Eishockeyspieler
- Wolfram Gsell (1942–2025), Grafikdesigner, Künstler und Industrial Designer
- Michael Gspurning (* 1981), Fußballspieler
- Robert Gucher (* 1991), Fußballspieler
- Andreas Guenther (* 1973), deutscher Schauspieler
- Alfred Guss (1927–2001), Herausgeber, Schauspieler, Regisseur, Conférencier, Humorist und Sprecher
- Maria Gutmann (1889–1963), amerikanisch-österreichische Theaterschauspielerin, -dramaturgin und -intendantin
- Leopoldine Guttmann (geborene Uhl, 1856–1939), Kunstgewerblerin

### H
- Georg Friedrich Haas (* 1953), Komponist
- Gernot Haas (* 1978), Schauspieler, Kabarettist, Moderator und Dialektkünstler
- Mario Haas (* 1974), Fußballspieler
- Horst Gerhard Haberl (* 1941), Artdirector, Kulturjournalist, Kurator, Festivalintendant und Hochschulprofessor
- Colin Hadler (* 2001), Schriftsteller
- Hans Hafner (* 1938), Kammeramtsdirektor und Politiker, Abgeordneter zum österreichischen Nationalrat
- Karl Hafner (1875–1945), Archivar und Historiker
- Patrick Hahn (* 1995), Dirigent, Pianist und Komponist, Generalmusikdirektor
- Jakob Haibel (1762–1826), Komponist, Sänger und Chorregent
- Oliver Haidt (* 1977), Schlagersänger
- Roswitha Hamadani (* 1944), Schriftstellerin
- Joachim Gunter Hammer (* 1950), Lyriker
- Joseph Freiherr von Hammer-Purgstall (1774–1856), Diplomat, Übersetzer und österreichischer Pionier der Orientalistik
- Gregor Hammerl (1942–2023), Politiker (ÖVP)
- Martha Handlos (1953–2017), Musikwissenschaftlerin und Musikpublizistin
- Johann Wenzel Hann (1763–1819), Lyriker
- Philipp Hansa (* 1990), Radiomoderator
- Rotraud Hansmann (* 1939), Opernsängerin
- Alexander Harkam (* 1981), österreichischer Bundesliga- und FIFA-Schiedsrichter
- Elisabeth Harnik (* 1970), Pianistin, Sängerin, Komponistin und Musikveranstalterin
- Franz Harnoncourt (* 1937), Vorstandsvorsitzender, Honorarkonsul
- Adolf Harpf (1857–1927), Journalist, Buchhändler, Herausgeber und Schriftsteller
- August Harpf (1861–1925), Chemiker und Hochschullehrer
- Mathilde von Hartenthal (1843–1920), Malerin und Radiererin
- Kaja Harter-Uibopuu (* 1968), Althistorikerin, Rechtshistorikerin und Epigraphikerin
- Beate Hartinger-Klein (* 1959), Managerin und Politikerin, Bundesministerin der Republik Österreich
- Fritz Hartmann (1871–1937), Psychiater, Professor in Graz
- Fritz Hartmann (1900–1946), Chirurg, Sauerbruch-Schüler in Berlin
- Peter Harum (1825–1875), Rechtswissenschaftler und Hochschullehrer
- Gotthold Hasenhüttl (* 1933), Theologe
- Franz Hasiba (* 1932), Politiker, Bürgermeister
- Georg von Hauberrisser (1841–1922), Architekt
- Siegmund von Hausegger (1872–1948), Komponist und Dirigent
- Dora Hauser (1877–1946), Porträtmalerin und Scherenschnittkünstlerin
- Bernhard Hebert (* 1960), Klassischer Archäologe
- Baldur Heckel (1941–2010), Techniker und Obmann des steirischen Sängerbundes
- Stefan Heckel (* 1969), Jazzmusiker
- Helmut Heidinger (1922–2004), Bankmanager und Politiker, Steiermärkischer Landesrat
- August Heinrich (1859–1926), Arzt und Fossiliensammler
- Philipp Helm (* 1971), Ordenspriester und Abt des Stiftes Rein
- Dominik Hemmer (* 1992), Musikproduzent, Komponist und Keyboarder
- Harald Heppner (* 1950), Historiker
- Lorle Herdey-von Savageri (1923–2008), Architektin
- Elisabeth Heresch (* 1949), Autorin
- Alois Hergouth (1925–2002), Schriftsteller, Lyriker und Übersetzer
- Franz Heritsch (1882–1945), Geologe und Paläontologe
- Haymo Heritsch (1911–2009), Mineraloge
- Antonia Herunter (* 1996), Politikerin
- Robert Herzl (1940–2014), Regisseur und Theaterdirektor
- Ferdinand Herzog (1761–1834), Abt des Benediktinerstiftes St. Lambrecht
- Heinrich von Herzogenberg (1843–1900), Komponist
- Richard Heuberger (1850–1914), Komponist
- Arnold Heymann (1870–1950), Architekt
- Rudolf „Rudi“ Hiden (1909–1973), Fußballspieler, Tormann des österreichischen Wunderteams
- Karlmann Hieber (1812–1868), Abt von Admont
- Pia Hierzegger (* 1972), Schauspielerin
- Jonny Hill (* 1940), Musiker, Texter, Produzent und Entertainer
- Evelyn Höbenreich (* 1962), Rechtswissenschaftlerin
- Lisbeth Hockey (1918–2004), austrobritische Pflegewissenschaftlerin
- Hans Hödl (1937–2019), Bergsteiger, Wanderexperte und Fotograf
- Franz Hofer (1885–1915), Maler und Grafiker
- Mirzl Hofer (1877–1955), Sängerin und Jodlerin
- Susanne Hofer (* 1994), Gewerkschafterin
- Klaus Hoffer (* 1942), Schriftsteller
- Mara Hoffmann (1891–1929), Malschülerin und Modell
- Bernhard Hofmann-Wellenhof (* 1951), Geodät und Hochschullehrer
- Gottfried Hofmann-Wellenhof (* 1950), Lehrer, Autor und Kolumnist
- Otto Hofmann-Wellenhof (1909–1988), Politiker und Schriftsteller
- Wernfried Hofmeister (* 1956), germanistischer Mediävist
- Joseph von Högen (1767–nach 1820), Dichter und Verwaltungsjurist
- Susanne Höggerl (* 1972), Journalistin und Fernsehmoderatorin
- Fritz Hohenberg (1907–1987), Mathematiker und Hochschullehrer
- Alexander Höller (1930–2019), Schauspieler
- Hans Hollmann (1933–2022), Regisseur
- Alois Höllriegl (1909–1948), SS-Unterscharführer
- Josef Hopferwieser (1938–2015), Opernsänger
- Julius Hopp (1819–1885), Komponist, Librettist und Übersetzer
- Philipp Hörmann (* 1990), Fußballspieler
- Joe Horn (1953–2025), Volleyballspieler und Handballfunktionär
- Karl Horneck (1894–1974), Arzt und Rassenhygieniker
- Gerhard Hörting (* 1972), römisch-katholischer Geistlicher, Rektor a. i. des Päpstlichen Instituts Collegio Teutonico di Santa Maria dell’Anima
- Lena Hoschek (* 1981), Modedesignerin
- Alwine Hotter (1895–1995), Malerin, Grafikerin und Kunstgewerblerin
- Dora Hrach (1889–1960), Schauspielerin und Balletttänzerin
- Erwin Huber (1929–2006), Bildhauer
- Maria Hubmer-Mogg (* 1982), Medizinerin, Kräuterpädagogin und Polit-Aktivistin
- Alois Hudal (1885–1963), röm.-kath. Bischof und Fluchthelfer diverser Naziverbrecher
- Anselm Hüttenbrenner (1794–1868), Komponist, befreundet mit Franz Schubert
- Heinrich Hüttenbrenner (1799–1830), Jurist, Bruder von Anselm Hüttenbrenner
- Cornelia Hütter (* 1992), Skirennläuferin
- Frido Hütter (* 1950), Journalist

### I
- Franz Ilwof (1831–1916), Pädagoge, Rechtswissenschaftler und Heimatforscher
- Mario Innauer (* 1990), Schispringer
- Cornelia Izzo (* 1971), Politikerin

### J
- Eda Jahns (1939–2020), Politikerin (SPD), und Abgeordnete des rheinland-pfälzischen Landtags
- Franz Jaindl-Haring (1895–1944), österreichisch-deutscher Arbeiter und Opfer der NS-Kriegsjustiz
- Franz von Jakomini (1790–1863), Gewerke, Fabrikbesitzer und Politiker
- Franz Christoph Janneck (1703–1761), Maler
- Margrit Jansen (* 1947), deutsche Politikerin
- Jakob Jantscher (* 1989), Fußballspieler
- Judith Jánoska-Bendl (1931–2007), Soziologin
- Markus Jeschaunig (* 1982), Architekt und Künstler
- Rudolf Josel (* 1939), Posaunist
- Adolf Jost (1874–1908), Psychologe
- Helmut Jungwirth (* 1969), Molekularbiologe und Hochschullehrer
- Kurt Jungwirth (1929–2025), Politiker sowie Schach- und Kulturfunktionär
- Sabine Jungwirth (* 1969), Bauplanerin und Politikerin

### K
- Reinhard Kager (* 1954), Philosoph und Journalist
- Claudia Kahr (* 1955), Juristin und Richterin am Verfassungsgerichtshof
- Elke Kahr (* 1961), Politikerin und Bürgermeisterin von Graz
- Florian Kainz (* 1992), Fußballspieler
- Emilie von Kalchberg (1796–1877), Autorin und Erzieherin
- Josef Kalchegger von Kalchberg (1801–1882), Verwaltungsjurist und Politiker
- Benedikt Kalcher (* 1999), Schauspieler
- Christoph Kapeller (* 1956), österreichisch-amerikanischer Architekt
- Karl Karas (1890–1963), deutscher Mechaniker und Hochschullehrer
- Beatrix Karl (* 1967), Politikerin
- Leopold Karner (1888–1937), Bauingenieur
- Peter Karoshi (* 1975), Historiker und Schriftsteller
- Tanna Kasimir-Hoernes (1887–1972), Grafikerin
- Maria Mizzi Kaspar (1864–1907), Geliebte des österreichisch-ungarischen Kronprinzen Rudolf
- Getty Kaspers (* 1948), niederländische Sängerin
- Alfred Kastil (1874–1950), Philosoph und Hochschullehrer
- Erika Kaufmann (1925–2018), Journalistin, Generalsekretär des Musikvereins für Steiermark
- Martina Kaufmann (* 1986), Unternehmerin und Politikerin
- Minna Kautsky (1837–1912), Autorin, Schauspielerin und Sozialdemokratin. Mutter von Karl Kautsky
- Alfred Keller (1875–1945), Architekt, Maler und Grafiker
- Constantin Keller (Ordensname Thaddäus Keller; 1778–1864), Ordensgeistlicher, Lehrer und Pomologe
- Rudolf Kellermayr (1921–2014), Kultur- und Theaterkritiker sowie Pädagoge, Leiter des örtlichen Akademischen Gymnasiums
- Ernst Kellersperg (1822–1879), Gutsbesitzer und Abgeordneter zum Österreichischen Abgeordnetenhaus
- Erich Kern, eigentlich Erich Knud Kernmayr (1906–1991), nationalsozialistischer Funktionär und rechtsextremer Publizist
- Hans Gustl Kernmayr (1900–1977), österreichischer Schriftsteller und Drehbuchautor
- Sheyda Kharrazi (* 1982), Moderatorin und DJ
- Daniela Kiefer (* 1974), Schauspielerin
- Andreas Kiendl (* 1975), Schauspieler
- Ulrike Kleindl, (* 1963), Leichtathletin
- Florian Kienzl (1894–1972), Theaterkritiker, Schauspieler, Dramaturg, Regisseur, Übersetzer und Autor
- Mario Kienzl (* 1983), Fußballspieler
- Hiltrud Kier (* 1937), Kunsthistorikerin, ehemalige Kölner Stadtkonservatorin (Denkmalpflegerin) sowie Generaldirektorin der Museen der Stadt Köln
- Ilse Killer (1925–2013), Sekretärin der Geheimen Staatspolizei und der Bundespolizei
- Doris Kirchner (1930–2015), Schauspielerin
- Tiziano Klamler (* 2004), Fußballspieler
- Michaela Klamminger (* 1989), Schauspielerin
- Waltraud Klasnic (* 1945), Landeshauptmann der Steiermark
- Herbert Klein (1900–1972), Historiker und Landesarchivdirektor
- Oscar Klein (1930–2006), Jazzmusiker
- Friedrich Kleinhapl (* 1965), Cellist
- Erich Kleinschuster (1930–2018), Posaunist des Modern Jazz und Hochschullehrer
- Christian Klem (* 1991), Fußballspieler
- Walter Klien (1928–1991), Pianist
- Georg Klingenberg (1942–2016), Rechtswissenschaftler
- Alfons M. Kloss (* 1953), Diplomat
- Alfons Knaffl-Lenz (1878–1957), Diplomat, Botschafter
- Werner Klaus Koch (* 1955), Pädagoge, Fotograf und Buchautor
- Gernot Kocher (* 1942), Rechtshistoriker und Hochschullehrer
- Philipp Kohl (* 1980), Politiker (ÖVP), Mitglied des Bundesrates
- Gertrude Kolar (1926–2014), Turnerin, Weltmeisterin an den Schaukelringen
- Helmut Koller (* 1959), Diplomat, Botschafter, Generalkonsul
- Peter Koller (* 1947), Rechtsphilosoph und Rechtssoziologe
- Ignaz Kollmann (1775–1837), Schriftsteller, Skriptor, Redakteur/Journalist, Dramatiker/Librettist und Maler
- Wolfgang Kolneder (1943–2010), Theaterregisseur
- Ewald König (* 1968), Politiker und Unternehmer
- Romana Königsbrun (* 1970), Diplomatin
- Barbara Konrad (* 1969), Geigerin
- Franz Konrad (* 1951), Autorennfahrer
- Gaby Konrad (* unbekannt), Journalistin und Fernsehmoderatorin.
- Helga Konrad (1948–2024), Politikerin und Bundesministerin
- Michaela Konrad (* 1972), Illustratorin und Künstlerin
- Otto Konrad (* 1964), Fußballspieler
- Lambert Konschegg (1912–1977), Offizier der deutschen Luftwaffe, später Vorstandsvorsitzender der Austrian Airlines (AUA) und IATA-Präsident
- Johannes Koren (* 1939), Journalist
- Simona Koren (* 1993), Fußballspielerin
- Sigmund Koritnig (1912–1994), Mineraloge und Hochschullehrer
- Friedrich Körner (1931–2021), Trompeter, Hochschullehrer und Professor für Jazzforschung an der Hochschule für Musik in Graz
- Christoph Kornschober (* 1979), Film- und Theaterschauspieler
- Martin Korpitsch (1956–2021), Dompropst und Generalvikar des Bistums Eisenstadt
- Ernst Kortschak (1879–1957), Zisterzienserabt
- Walter Koschatzky (1921–2003), Kunsthistoriker
- Adalbert Kottulinsky (1847–1904), Gutsbesitzer und Abgeordneter zum Österreichischen Abgeordnetenhaus
- Robert Christian Kowald (1966–2006), Schauspieler
- Josef Krainer junior (1930–2016), Politiker (ÖVP) und Landeshauptmann der Steiermark
- Lore Krainer (1930–2020), Kabarettistin und Chansonsängerin
- Diether Kramer (1942–2016), Prähistoriker und Mittelalterarchäologe
- Markus Krautberger (* 1976), Fußballspieler
- Sandra Krautwaschl (* 1971), Politikerin und Öko-Aktivistin
- Marion Kreiner (* 1981), Snowboarderin
- Georg Kreisel (1923–2015), britisch-US-amerikanischer Mathematiker und Logiker
- Brigitte Kren (* 1954), Schauspielerin
- Fritz Krenn (* 1958), Schriftsteller
- Peter Krenn (1937–2023), Kunsthistoriker
- Isabella Kresche (* 1998), Fußballtorfrau
- Marie Kreutzer (* 1977), Filmregisseurin und Drehbuchautorin
- Conrad Kreuzer (1810–1861), Zeichner und Landschaftsmaler
- Vinzenz Kreuzer (1809–1888), Zeichner und Landschaftsmaler
- Alexandra Leonie Kronberger (* 1990), Schauspielerin
- Helmut L. Kronjäger (1953–2014), Fußballspieler, -trainer und -funktionär
- Ludwig Kubanek (1877–1929), deutscher Bildhauer
- Franz Küberl (* 1953), Präsident von Caritas Österreich
- Gandolf Ernst von Kuenberg (1737–1793), Bischof von Lavant
- Johann Christoph von Kuenburg (1697–1756), Weihbischof in Passau
- Heinz Kügerl (* 1986), Basketballspieler
- Leo Kuhn (1908–2004), Widerstandskämpfer gegen das nationalsozialistische Regime
- Martina von Künsberg Sarre (* 1976), Politikerin
- Adele Kurzweil (1925–1942), Holocaustopfer

### L
- Anna-Theresa Lallitsch (* 1992), Sportkommentatorin und -moderatorin
- Heimo Lambauer (* 1940), Jurist und Rechtswissenschaftler
- Karin Landauer (* 1947), Politikerin
- Christian B. Lang (* 1948), Physiker und Hochschullehrer
- Klaus Lang (* 1971), Komponist, Organist und Improvisator
- Marianne Lang (* 1979), Künstlerin
- Michael Lang (* 1998), Fußballspieler
- Elisabeth Lanz (* 1971), Schauspielerin
- Engelbert Lap (1886–1970), Maler und Grafiker
- Joseph von Lauer (1769–1848), k. k. Feldzeugmeister und Ritter des Maria-Theresia-Ordens
- Valentino Lazaro (* 1996), Fußballspieler
- Hans Lechner (1913–1994), Agrarwissenschaftler, Jurist und Politiker (ÖVP)
- Sophie Leifhelm (1890–1945), kommunistische Schriftstellerin und Opfer des Naziregimes
- Werner Leinfellner (1921–2010), Sozialwissenschaftler, Wissenschaftstheoretiker und Hochschullehrer
- Christoph Leitgeb (* 1985), Fußballspieler
- Mario Leitgeb (* 1988), Fußballspieler
- Annelie Leitner (* 1996), Fußballspielerin
- Egon Christian Leitner (* 1961), Philosoph und Schriftsteller
- Karl Gottfried von Leitner (1800–1890), Schriftsteller
- Peter Leitner (1944–1996), Landwirt und Politiker
- Werner Leitner (* 1969), Triathlet
- Wolfgang Leitner (* 1953), Manager und Unternehmer
- Johannes Maria Lenz (1902–1985), römisch-katholischer Priester, Publizist und Verfolgter des NS-Regimes
- Rudolf Lenz (1920–1987), Schauspieler in Heimatfilmen
- Gustav von Leonhardt (1838–1891), Generalsekretär der Nationalbank
- Leopold V. (Österreich-Tirol) (1586–1632), Bischof von Passau und Straßburg, Regent von Tirol
- Ulrike Leopold-Wildburger (* 1949), Wirtschaftsmathematikerin
- Hans Lepuschütz (1910–1984), Jurist
- Zoran Lerchbacher (* 1972), Dartspieler
- Paul Leutgeb (* 2006), Fußballspieler
- Hulda von Levetzow (1863–1947), deutsche Autorin
- Heinz Lichem von Löwenbourg (1941–2007), Militärhistoriker, Schriftsteller und Journalist
- Peter Lichtner-Hoyer (1925–2020), Vielseitigkeitssportler und Oberst des Österreichischen Bundesheeres
- Gerhard Karl Lieb (* 1960), Geograph und Hochschullehrer
- Jörg von Liebenfelß (* 1930), Schauspieler und Autor
- Andreas Liebmann (* 1967), Diplomat
- Gerhard Liebmann (* 1970), Schauspieler
- Michael Liendl (* 1985), Fußballspieler
- Andreas Lienhart (* 1986), Fußballspieler
- Heinz Lienhart (* 1979), Fußballspieler und -trainer
- Erica Lillegg (1907–1988), Kinderbuchautorin
- Mano H. Lindner (1953–2001), Maler und Bildhauer
- Alexander Linhardt (* 1976), Schauspieler
- Alfons Maria Lipp (* 1930), Theaterschauspieler und -regisseur
- Carl Lipp (1892–1969), Politiker
- Sandra Lipp (* 1988), Schauspielerin
- Hans List (1896–1996), Unternehmer
- Helmut List (* 1941), Unternehmer
- Josef Lukas (1875–1929), Rechtswissenschaftler und Hochschullehrer
- Brigitta Lurger (* 1967), Juristin

### M
- Christine A. Maier (* 1969), Kamerafrau, Trägerin des Österreichischen Filmpreises
- Ferdinand Maierhofer (1881–1960), Schauspieler
- Matthias Maierhofer (* 1979), Organist und Kirchenmusiker
- Roberta Maierhofer (* 1960), Amerikanistin, Kulturwissenschaftlerin und Alternsforscherin
- Antonius von Mainersberg (1674–1751), Abt des Benediktinerstiftes Admont
- Walter Malli (1940–2012), Künstler und Jazzmusiker
- Placidus Mally (1670–1745), Abt des Zisterzienserstiftes Rein
- Rudolf von Mandell (1816–1896), Oberstleutnant, Herrschaftsbesitzer und Abgeordneter zum Österreichischen Abgeordnetenhaus
- Matthias Mander (* 1933), Schriftsteller
- Josef Mantl (* 1977), Politiker
- Oliver Marach (* 1980), Tennisspieler
- Hermann Marbler (1899–nach 1969), Fußballspieler und -funktionär
- Helmi Mareich (1924–2009), Schauspielerin
- Helmut Marko (* 1943), Autorennfahrer
- Walter Markov (1909–1993), deutscher Historiker und Widerstandskämpfer
- Trude Marlen (1912–2005), Schauspielerin
- Kurt Marnul (1929–2023), Bodybuilder und Gewichtheber
- Monika Martin (* 1962), Sängerin der volkstümlichen Musik
- Joseph Marx (1882–1964), Komponist des romantischen Impressionismus
- Maria Maul (* 1964), Theologin, Ordensschwester und Provinzialoberin der Don-Bosco-Schwestern
- Gerhard May (1898–1980), Bischof der Evangelischen Kirche in Österreich
- Bernhard-Michael Mayer (* 1959), Pharmakologe und Hochschullehrer
- Carl Mayer (1894–1944), Drehbuchautor
- Walther Mayer (1887–1948), Mathematiker
- Edith Mayer-Hammer (1926–2011), Malerin
- Ilona Mayer-Zach (* 1963), Schriftstellerin
- Armin Medosch (1962–2017), Journalist und Medienkünstler
- Heinz Meixner (1908–1981), Mineraloge
- Alfred Mell (1880–1962), Historiker und Museumsdirektor
- Marisa Mell (1939–1992), Schauspielerin
- Gerhard Melzer (* 1950), Germanist und Literaturkritiker
- Anton Menner (* 1994), Volleyballspieler
- Frida Mentz-Kessel (1878–1969), Malerin und Grafikerin
- Rudolf von Meran (1872–1959), Jurist, Politiker und Statthalter in Kronländern Österreich-Ungarns
- Franz Merli (* 1958), Rechtswissenschaftler und Universitätsprofessor
- Karl Metz (1910–1990), Geologe und Paläontologe, Hochschullehrer
- Georg Ignaz von Metzburg (1735–1798), Mathematiker
- Gottfried von Metzburg (1738–1797), Lehrer und Bibliothekar
- Heinz Miklas (1948–2023), Slawist
- Jörg Mikula (* 1975), Musiker
- Elfriede Miller-Hauenfels (1893–1962), Malerin und Grafikerin
- Erna Minder (* 1939), Politikerin
- Filip Misolic (* 2001), Tennisspieler
- Niklas Mitteregger (* 1991), Schauspieler und Musiker
- Johannes Mitterreither (1733–1800), österr. Orgelbauer, wurde in Oegstgeest beerdigt
- Florian Mohr (* 1998), Handball-Nationalspieler
- Roderich Mojsisovics von Mojsvár (1877–1953), Dirigent, Komponist, Musik- und Bühnenschriftsteller
- Martin Moll (* 1961), Historiker und Universitätsdozent
- Franz Morak (* 1946), Staatssekretär für Kunst und Medien in Österreich
- Edgar Mörath (1897–1969), Wissenschaftler und Hochschullehrer
- Inge Morath (1923–2002), Fotografin
- Helmut Moritz (1933–2022), Geodät
- Johann Mörk von Mörkenstein (1846–1912), Kaiserlich und Königlich österreichisch-ungarischer General der Infanterie
- Robert Mörth (* 1983), Politiker
- Ernst Christian Moser (1815–1867), Maler und Hochschullehrer
- Lisa-Maria Moser (* 1991), Tennisspielerin
- Wilhelmine Moser (* 1930), Politikerin, Nationalrätin
- Sybille Moser-Ernst (* 1955), Kunstwissenschaftlerin und Porträtmalerin
- Klaus Mosettig (* 1975), Künstler
- Clara Moto (* 1983), Musikproduzentin und DJ
- Doris Mühringer (1920–2009), Dichterin und Schriftstellerin
- Claudius Müller (* 1945), deutscher Ethnologe und Museumsleiter
- Hans Robert Müller (1911–1999), Mathematiker und Hochschullehrer
- Robert Martin Müller (1897–1951), Chemiker und Hochschullehrer
- Gert Muhr (1943–2020), Chirurg und Hochschullehrer in Bochum
- Hans Muhr (1934–2022), Bildhauer
- Bernhard Murg (* 1969), Kabarettist, Schauspieler und Regisseur
- Wilhelm Muster (1916–1994), Schriftsteller und literarischer Übersetzer

### N
- Alois Maria Nagler (1907–1993), österreichisch-amerikanischer Theaterwissenschaftler
- Hans Nawiasky (1880–1961), Jurist und Staatsrechtler
- Roland Neffe (* 1970), Jazzmusiker, Komponist und Hochschullehrer
- Franz Neger (* 1964), Reporter und Fernsehmoderator
- Simon Nelson (* 2002), Fußballspieler
- Siegfried Neuburg (1928–2003), Maler und Grafiker
- Günter Neuhold (* 1947), Dirigent
- Ludwig Gottfried Neumann (1813–1865), Beamter und Schriftsteller
- Josef von Neupauer (1806–1902), Jurist, Gutsbesitzer und Abgeordneter zum Österreichischen Abgeordnetenhaus
- Christa Neuper (* 1958), Neuropsychologin, Rektorin der Universität Graz
- Olga Neuwirth (* 1968), Komponistin
- Herbert Nichols-Schweiger (* 1944), Kunsthistoriker und Journalist
- Gerald Nigl (* 1966), Schriftsteller und Maler
- Stephanie Ninaus (* 1987), Regisseurin, Autorin und Filmproduzentin
- Heinrich G. Noren (1861–1928), Komponist, Violinist und Musikpädagoge
- Bettina Nunner-Krautgasser (* 1968), Juristin
- Dorothea Nürnberg (1964–2022), Schriftstellerin
- Kathrin Nussbacher (* 1991), Kunstturnerin
- Verena Nussbaum (* 1970), Juristin und Politikerin

### O
- Jolanda Offenbeck (1930–2000), Politikerin
- Ferdinand von Orsini-Rosenberg (1790–1859), Herrschaftsbesitzer und Politiker aus dem Adelsgeschlecht Orsini-Rosenberg
- Harald Ossberger (1948–2021), Pianist und Musikpädagoge
- Anna von Österreich (1573–1598), Königin von Polen, Schweden, Großfürstin von Litauen, geborene Erzherzogin von Österreich
- Cäcilia Renata von Österreich (1611–1644), Königin von Polen und Großfürstin von Litauen, geborene Erzherzogin von Österreich
- Constanze von Österreich (1588–1631), Königin von Polen, Großfürstin von Litauen, geborene Erzherzogin von Österreich
- Eleonore von Österreich  (1582–1620), Erzherzogin von Österreich
- Franz Ferdinand von Österreich-Este (1863–1914), Erzherzog und österreichisch-ungarischer Thronfolger
- Gregoria Maximiliane von Österreich (1581–1597), Erzherzogin von Österreich
- Karl von Österreich (1590–1624), Bischof von Breslau und von Brixen, Hochmeister des Deutschen Ordens
- Katharina Renata von Österreich (1576–1595), Erzherzogin von Österreich
- Margarete von Österreich  (1584–1611), Königin von Spanien, Portugal, Neapel und Sizilien, geborene Erzherzogin von Österreich
- Maria Anna von Österreich (1619–1665), Kurfürstin von Bayern, geborene Erzherzogin von Österreich
- Maria Christina von Österreich (1574–1621), Fürstin von Siebenbürgern, Obristin des Damenstifts Hall in Tirol
- Maria Magdalena von Österreich (1587–1631), Großherzogin und Regentin der Toskana, geborene Erzherzogin von Österreich
- Maximilian Ernst von Österreich (1583–1616), Erzherzog von Österreich
- Otto Franz Joseph von Österreich (1865–1906), Erzherzog von Österreich
- Thomas Otter (* 1971), Betriebswirtschaftler
- Vevean Oviette (1902–1986), österreichisch-US-amerikanische Malerin und Grafikerin

### P
- Ernst Paar (1906–1986), Maler und Graphiker
- Tanja Paar (* 1970), Journalistin und Schriftstellerin
- Gernot Pachernigg (* 1981), Sänger
- Faust Pachler (1819–1891), Schriftsteller
- Gerti Pall (1932–2025), Schauspielerin
- Franc Palme (1914–1946), jugoslawischer Skispringer
- Sarah Pansy (* 1990), Politikerin
- Johann Paul Pauer (1813–1889), Abgeordneter zum Österreichischen Abgeordnetenhaus
- Fridtjof Paumgarten (1903–1986), Skilangläufer, Skispringer und Nordisch Kombinierer
- Gerda Paumgarten (1907–2000), Skirennläuferin und Slalomweltmeisterin
- Harald Paumgarten (1904–1952), Skilangläufer, Skispringer und Nordisch Kombinierer
- Jürgen Pauritsch (* 1977), Radrennfahrer
- Erich Pechel (1882–1961), österreichischer Pfarrer und Politiker
- Dietmar Pegam (* 1968), Fußballspieler und -trainer
- Richard Peinlich (1819–1882), Benediktiner und Historiker
- Maria Peter-Reininghaus (1883–1934), Bildhauerin, Malerin und Grafikerin
- Marion Petric (1966–2021), Comedienne, Stimmenimitatorin, Sängerin, Synchronsprecherin, Moderatorin, Kabarettistin und Schauspielerin
- Eva Petrik (1931–2007), Pädagogin und Politikerin
- Heinz Petters (1932–2018), Theater-, Film- und Fernsehschauspieler
- Othmar Pferschy (1898–1984), Fotograf
- Erna Pfeiffer (* 1953), Romanistin und Universitätsprofessorin
- Berta Pfister-Lex (1920–2016), Künstlerin und Restauratorin
- Hermann Pfrogner (1911–1988), Musiker und Schriftsteller
- Robert Philippi (1877–1959), Maler
- Hanna Philippovich (1890–1970), Malerin und Restaurator
- Roland Pieber (* 1989), Koch
- Adi Pinter (1948–2016), Fußballtrainer, Mental-Coach und Politiker
- Daniel Pirker (* 1986), Fußballspieler
- Lena Plesiutschnig (* 1993), Volleyball- und Beachvolleyballspielerin
- Arnulf Ploder (1955–2021), Schriftsteller und Lehrer
- Hans Pössenbacher (1895–1979), deutscher Schauspieler
- Martina Poel (* 1974), Schauspielerin
- Emanuel Pogatetz (* 1983), Fußballspieler
- Franz Pöhacker (1927–2021), Bildhauer
- Stefan Pohl (* 1981), Film- und Theaterschauspieler
- Karl Polheim (1883–1967), Germanist, Hochschullehrer und -rektor
- Karl Konrad Polheim (1927–2004), Germanist und Hochschullehrer
- Sabine Pollak (* 1960), Architektin, Architekturtheoretikerin und Hochschullehrerin
- Wolfgang Pollanz (* 1954), Schriftsteller, Publizist und Musiker
- Christian Pölzl (1962–2017), Theaterregisseur, Schauspieler und Musiker
- Georg Pölzl (* 1957), Manager
- Gustav Adolf Pommer (1851–1935), Mediziner
- Anna Popelka (* 1961), Architektin und Möbeldesigner
- Renee Pornero (* 1979), Schauspielerin, Erotikdarstellerin
- Ernst Posch (* 1955), Maler
- Harald Posch (* 1963), Schauspieler
- Willibald Posch (1946–2025), Rechtswissenschaftler
- Richard Pottier, bürgerlich Ernst Deutsch (1906–1994), österreichisch-französischer Filmregisseur und Drehbuchautor
- Gerhard Präsent (* 1957), Komponist, Dirigent, Musiktheoretiker
- Katharina Prato (1818–1897), Kochbuchautorin
- John Preininger (1947–2002), Philologe, Schlagzeuger, Schriftsteller
- Robert Preis (* 1972), Journalist und Schriftsteller
- Hans Pretterebner (1944–2024), Journalist
- Erika Probst-Vollmer (1925–2021), Tennisspielerin
- Sebastian Prödl (* 1987), Fußballspieler
- Franz Prucher (* 1955), Jurist, Landespolizeidirektor
- David Puntigam (* 2003), Fußballtorwart

### R
- Gerhard Raab (1956–2023), Grafiker, Maler und Bildhauer
- Thomas Raab (* 1968), Schriftsteller, Übersetzer und Kognitionsforscher
- Hella Ranner (* 1951), Politikerin (ÖVP)
- Karoline Rath-Zobernig (* 1985), Sportmoderatorin und -redakteurin
- Peter Ratzenbeck (* 1955), Gitarrist und Komponist
- Hans Rauch (1900–1966), Journalist und Politiker
- Karl Rauch (1880–1953), Rechtswissenschaftler
- Wolf Rauch (* 1952), Informationswissenschaftler
- Herbert Rauter (* 1982), Fußballspieler
- Ramón Reichert (* 1966), Kultur- und Medientheoretiker
- Thomas Reimer (* 1955), Jazzmusiker
- Resi Reiner (* 1996), Schauspielerin und Sängerin
- Antonia Reininghaus (1954–2006), Schauspielerin
- Heimo Reinitzer (* 1941), Germanist
- Sigrid Reinitzer (* 1941), Bibliothekarin; von 1989 bis 2006 Direktorin der Universitätsbibliothek Graz
- Friedrich Reinitzhuber (1910–2001), Bauingenieur
- Helfried Reinnagel (1934–2007), deutscher Leichtathlet
- Friedrich Reischl (1911–1990), Architekt
- Werner Reischl (* 1951), Musiker, Komponist, Hochschullehrer, Pädagoge und Theologe
- Nina Reiter (* 1991), Jazzmusikerin
- Wilfried A. Resch (* 1960), Schriftsteller
- Monica Reyes (* 1981), Sängerin und Schauspielerin
- Herbert Rhom, geboren als Herbert Reiterer (1943–2016), Schauspieler
- Marés Rossmann (* 1953), Gastronomin, Politikerin
- Hertha Richter-Appelt (* 1949), Psychologin und Sexualforscherin
- Alois Riedler (1850–1936), Maschinenbauingenieur und Konstrukteur
- Peter Riedler (* 1969), Jurist und Rektor der Universität Graz
- Hans Riehl (1891–1965), Nationalökonom, Soziologe und Kunsthistoriker
- Franz Xaver Riepl (1790–1857), Geologe, Eisenbahn- und Hüttenfachmann
- Anton Rintelen (1876–1946), Jurist und Politiker
- Max Rintelen (1880–1965), Rechtswissenschaftler
- Emma Ritter-Bondy (1838–1894), österreichisch-schottische Pianistin und Musikpädagogin
- Walter Ritter (1905–1986), Bildhauer
- Maximilian Ritter von Rodakowski (1825–1900), Offizier
- Franz Rogler (1921–1994), Künstler
- Helmut Romé (1939–2021), Journalist
- Hans Rosbaud (1895–1962), Dirigent
- Paul Rosbaud (1896–1963), Physiker, Spion
- Gerhard Roth (1942–2022), Schriftsteller
- Leo Roth (1921–2004), Chasan (Kantor)
- Paul Werner Roth (1941–2001), Historiker und Hochschullehrer
- Rudolf Roth (* 1948), Fußballspieler und Unternehmer
- Thomas Roth (* 1965), Filmregisseur und Drehbuchautor
- Rosa Rück (1897–1969), Politikerin, Mitglied des Bundesrates, Abgeordnete zum Nationalrat

### S
- Artur Wolfgang von Sacher-Masoch (1875–1953), Offizier und Schriftsteller
- Gerhard Sailer (* 1947), Politiker, Ministersekretär
- Klaus Salmutter (* 1984), Fußballspieler
- Fred Sauer (1886–1952), Schauspieler, Regisseur und Drehbuchautor
- Emil Scaria (1840–1886), österreichischer Opernsänger
- Claudia Scarpatetti (* 1970), Schauspielerin
- Heinz Schaden (* 1954), Kommunalpolitiker und Bürgermeister der Stadt Salzburg
- Josef Schantl (1842–1902), Musiker, Hornist
- Adolf Schauenstein (1827–1891), Gerichtsmediziner
- Erwin Schauenstein (1918–1999), Biochemiker und Hochschullehrer
- Konrad Schauenstein (1944–2007), Mediziner, Hochschullehrer und Musiker
- Walther Schauenstein (1870–1943), Gynäkologe und Ärztekammer-Funktionär
- Robert Schauer (* 1953), Bergsteiger und Filmemacher
- Maria Schaumayer (1931–2013), Wirtschaftswissenschaftlerin und Politikerin, Präsidentin der Oesterreichischen Nationalbank
- Rudolf Schauss (1957–2016), Fußballspieler
- Ekaterina Scherf (1896–1983), Dirigentin und Pionierin in der traditionellen Blasmusik
- Thorsten Schick (* 1990), Fußballspieler
- Schiffkowitz (* 1946), Musiker
- Stefan Schimmel (* 1970), Theaterregisseur, Erzählkünstler und Buchautor
- Bernd Schilcher (1940–2015), Politiker und Hochschullehrer
- Christian Schilling (* 1992), Fußballspieler
- Robert Schindler (1845–1909), Jurist
- Hubert Schmalix (1952–2025), bildender Künstler
- Jörg Schlick (1951–2005), Konzeptkünstler, Autor, Maler, Kurator und Musiker
- Romano Schmid (* 2000), Fußballspieler
- Bernd Schmidt (1947–2016), Schriftsteller, Komponist, Illustrator und Kulturjournalist
- Klaus Schmidt (* 1967), Physiotherapeut und Fußballtrainer
- Hermann von Schmeidel (1894–1953), Musikpädagoge, NS-Musikfunktionär, Komponist und Dirigent
- Viktor von Schmeidel (1856–1920), Landesgerichtsrat und Bundesfunktionär
- Viktoria Schnaderbeck (* 1991), Fußballspielerin
- Karl Schneider-Manns Au (1897–1977), Politiker und Bürgermeister-Stellvertreter der Stadt Salzburg
- Werner Schneyder (1937–2019), Kabarettist, Autor, Schauspieler und Regisseur
- Gerhard Schobinger (1725–1794), Abt des Zisterzienserstiftes Rein
- Helmut Schoeck (1922–1993), Soziologe
- Florian Schögl (* 1992), Fußballtorwart
- Pia Scholz, aka Shurjoka (* 1997), Twitch-Streamerin
- Gerhard Schönbacher (* 1954), Radrennfahrer
- Gerald Schöpfer (* 1944), Wirtschaftshistoriker und Politiker
- Markus Schopp (* 1974), Fußballspieler
- Hans Schott-Schöbinger (1901–1984), Schauspieler und Filmregisseur
- Rosa Schreiber-Freissmuth (1913–1996), Apotheker, Gerechte unter den Völkern
- Wolfgang Schröder (* 1941), Forstwissenschaftler
- Erika Schubert (1920–2019), Opernsängerin (Alt)
- Ernst von Schuch (1846–1914), Dirigent
- Alexander Schukoff (* 1956), Filmregisseur, Filmproduzent und Videokünstler
- Hyacinth von Schulheim (1815–1875), österreichischer Richter und Politiker
- Georg Schulz (* 1963), Musiker, Akkordeonist und Hochschulrektor
- Grete Schurz (1934–2022), Frauenrechtlerin und erste Frauenbeauftragte Österreichs
- Lisa Schützenberger (* 1992), Schauspielerin
- Werner Schwab (1958–1994), Schriftsteller
- Claudia Schwartz (* 1963), Schweizer Journalistin und Autorin
- Franz Ferdinand Schwarz (1934–2001), Altphilologe und Hochschullehrer
- Franz Xaver Schwarz (um 1743 – 1810), Orgelbauer
- Gerda Schwarz (1941–2015), Archäologin
- Jakob Schwarz (* 1985), Politiker
- Josef Schwarz (* 1939), Schauspieler
- Sylvia Schweiger (* 1959), Skilangläuferin
- Lukas Schweighofer (* 1992), Handballspieler
- Judith Schwentner (* 1968), Politikerin, Journalistin, Grazer Vizebürgermeisterin
- Christoph von Schwitzen (1755–1796), Verwaltungsbeamter in Graz
- Sigmund von Schwitzen (1747–1834), Verwaltungsbeamter
- Gregor Seberg (* 1967), Schauspieler
- Ernst Seelig (1895–1955), Jurist, Kriminologe
- Thomas Seidl (* 1991), Radio-, Event-Moderator und Stadionsprecher
- Helmut Senekowitsch (1933–2007), Fußballspieler- und Trainer
- Clemens J. Setz (* 1982), Schriftsteller und Übersetzer
- Alexander Sevschek, aka Xaõ Seffcheque (1956–2023), Filmautor und Musiker
- Alfred Anthony von Siegenfeld (1854–1929), Archivar und Heraldiker
- Otto Siegl (1896–1978), Komponist
- Heidrun Silhavy (* 1956), Politikerin
- Alexander Silveri (1910–1986), Bildhauer
- Peter Simonischek (1946–2023), Schauspieler
- Freyja-Maria Smolle-Jüttner (* 1958), Chirurgin und Thorax-Spezialistin
- Marie Soldat-Röger (1863–1955), Violinvirtuosin
- Bernd Hannes Sollfelner (* 1963), Komponist
- József Somssich (1864–1941), ungarischer Politiker, Diplomat und Außenminister (1919/20)
- Emmy Sonntag-Uhl (1860–1913), Sängerin
- Hans Spanner (1908–1991), Rechtswissenschaftler
- Lutz Sparowitz (1940–2019), Bauingenieur
- Monika Specht-Tomann (* 1950), Psychologin, Psychotherapeutin und Fachbuchautorin
- Thomas Spitzer (* 1953), Texter, Komponist, Sänger, Gitarrist und Grafiker
- Reinhard Spitzy (1912–2010), Diplomat und Mitarbeiter im Reichssicherheitshauptamt
- René Staar (* 1951), Komponist und Geiger
- Hellmuth Stachel (* 1942), Mathematiker
- Hedwig Staller (* 1973), Politikerin
- Joseph Stammel (1695–1765), Bildhauer
- Ernst Rüdiger von Starhemberg (1638–1701), Verteidiger Wiens bei der Zweiten Türkenbelagerung 1683
- Josef August Stark (1782–1838), Maler, Grafiker und Kunstpädagoge
- Jutta Stefan-Bastl (* 1946), Diplomatin
- Adelina Stehle (1861–1945), Opernsängerin
- Gert Steinbäcker (* 1952), Musiker
- Markus Steiner, bürgerlich Markus Schaupensteiner (* 1972), Sänger und Songwriter
- Barbara Stelzl-Marx (* 1971), Historikerin, Professorin an der Universität Graz, Leiter des Ludwig Boltzmann Instituts für Kriegsfolgenforschung
- Anton Steinhauser der Jüngere (1842–1898), Mathematiker und Physiker
- Anton Stephan (1910–1987), Politiker
- Johann Evangelist Stiger (1776–1846), Mediziner
- Ines Stilling (* 1976), Bundesministerin, Beamte
- Birgit Stöger (* 1975), Schauspielerin
- Emma Stöhr (1871–1958), Malerin
- Ida Stolz, geborene Bondy (1841–1903), Pianistin und Musikpädagogin
- Robert Stolz (1880–1975), Komponist und Dirigent
- Raymund Anton Graf von Strasoldo (1718–1781), Fürstbischof von Eichstätt
- Karl von Stremayr (1823–1904), Jurist und Politiker, Ministerpräsident
- Gerhard Streminger (* 1952), Philosoph und Autor
- Wolfgang-Lukas Strohmayer (* 1962), Botschafter
- Walter Strzygowski (1908–1970), Wirtschaftsgeograph
- Felix Graf von Stubenberg (1748–1828), römisch-katholischer Geistlicher
- Norbert Stücker (1882–1959), Bibliothekar
- Melanie Stürgkh (1898–1992), Malerin
- Hugo Suette (1903–1949), NS-Politiker (Kreisleiter) und SA-Führer
- Sigismund Friedrich Sultzberger (1596–1650), Jurist
- Gernot Suppan (* 1985), Fußballspieler
- Joachim Suppan (1794–1864), Abt der Benediktinerabtei St. Lambrecht
- Kajetan Sweth (1785–1864), Freiheitskämpfer und Beamter
- Hansjörg Swetina (1923–2018), Graphiker, Designer und Maler
- Aglaia Szyszkowitz (* 1968), Schauspielerin

### T
- Josef Taucher (* 1967), Psychologe und Politiker
- Folke Tegetthoff (* 1954), Schriftsteller
- Christian Teissl (* 1979), Schriftsteller
- Swen Temmel (* 1991), Schauspieler
- Gerald Teschl (* 1970), Mathematiker
- Susanne Teschl (* 1971), Mathematikerin
- Edgar Tezak (* 1949), bildender Künstler
- Helmut Tezak (* 1948), Fotograf und Autor
- Brigitte Theißl (* 1982), Feministin und Journalistin
- Ferdinand von Thinnfeld (1793–1868), Politiker und Industrieller
- Wilhelm Thöny (1888–1949), Maler
- Elisabeth Tieber (* 1990), Fußballspielerin und Fußballfunktionärin
- Maximilian Toepler (1870–1960), Physiker
- Hertha Töpper (1924–2020), Opernsängerin
- Hermann Torggler (1878–1939), Porträtmaler
- Matthias Trattnig (* 1979), Eishockeyspieler
- Maria Thaddäus von Trautmannsdorff (1761–1819), Bischof von Königgrätz, Erzbischof von Olmütz
- Maximilian von und zu Trauttmansdorff (1584–1650), Politiker
- Gregor Traversa (1941–2007), Künstler
- Heinz Trenczak (* 1944), Regisseur
- Franz Trenk (1899–1960), Maler
- Ernst Triebel (1932–2017), Organist und Dirigent
- Peter Günther Tropper (* 1956), Kirchenhistoriker, Archivar der Bistums Gurk
- Maximilian Trummer (* 1995), Beachvolleyballspieler
- Franz Tscherne (* 1964), Schauspieler und Regisseur
- Harald Tscherne (* 1933), Arzt; erster Professor für Unfallchirurgie in Deutschland (Medizinische Hochschule Hannover)
- Werner Tscherne (1927–2017), Lehrer, Publizist und Historiker

### U
- Philipp Ungeheuer (* 1986), deutscher Schauspieler
- Theodor Unger (1840–1896), Archivar, Numismatiker und Dialektologe
- Roman von Ungern-Sternberg (1886–1921), deutsch-baltischer Adeliger und Khan der Mongolei
- Wolfgang Unterzaucher (1934–2021), Schauspieler

### V
- Helfried Valentinitsch (1943–2001), Wirtschaftshistoriker
- Walter Veit (1929–2016), Wirtschaftsingenieur, Hochschulrektor und Universitätsprofessor
- Valentina Vlasic (* 1980), Kunsthistorikerin und Kuratorin
- Walter Vogel (* 1967), Theologe, Pädagoge und Autor, Hochschulrektor
- Jörg Vogeltanz (* 1968), Künstler
- Bettina Vollath (* 1962), erste steirische Landtagspräsidentin
- Eva Voraberger (* 1990), Boxerin
- Jutta Voss (* 1942), evangelische Theologin und Autorin
- Peter Vujica (1937–2013), Musikkritiker, Dramaturg, Intendant, Komponist und Schriftsteller

### W
- Eduard Wagnes (1863–1936), Komponist, K&K Kapellmeister
- Günter Waldorf (1924–2012), Maler
- Roman Wallner (* 1982), Fußballspieler
- Otto Wanz (1943–2017), Catcher und Schauspieler
- Christoph Weber (* 1943), Historiker und Hochschullehrer
- Johann Weber (1927–2020), römisch-katholischer Geistlicher, Diözesanbischof
- Milton Franklin Weber (1910–1968), US-amerikanischer Geiger, Dirigent und Musikpädagoge
- Franz Wegart (1918–2009), Politiker
- Wolfhard Wegscheider (1950–2025), Chemiker und Hochschullehrer
- Julian Weigend (* 1971), Schauspieler
- Johann Weindorfer (1836–1916), Beamter und Politiker
- Fabian Weinhandl (* 1987), Eishockeyspieler
- Luca Weinhandl (* 2009), Fußballspieler
- Peter Weinmeister (* 1946), Politiker, stellvertretender Bürgermeister in Graz
- Wolfgang Weirer (* 1963), römisch-katholischer Theologe und Lehrer
- Rudolf von Weis-Ostborn (1876–1962), Dirigent und Komponist
- Herbert Weiß (1927–2007), Politiker, Gewerkschafter und Justizbeamter
- Sabine Weiss (* 1937), Historikerin und Hochschullehrerin
- Helmut Weitzer (1901–1976), Industrieller und Manager
- Franz Xaver Wenckheim (1736–1794), Offizier
- Susanne Wenger (1915–2009), Malerin und Bildhauerin, Yoruba-Priesterin
- Carina Wenninger (* 1991), Fußballspielerin, Manager
- Elfriede Werthan (1939–2014), Leistungssportlerin, Journalistin und Schriftstellerin
- Ernst Wertheim (1864–1920), Gynäkologe
- Ursula Werther-Pietsch (* 1964), Publizistin, Professorin für Internationale Beziehungen und Global Studies
- Gunter Wesener (1932–2023), Rechtswissenschaftler
- Christian Wessely (* 1965), römisch-katholischer Theologe
- Dora Wibiral (1876–1955), Kunstgewerblerin und Bauhaus-Lehrerin
- Anne Marie Wicher (1934–2014), Sportlerin und Politikerin
- Jakob Wichner (1825–1903), Benediktiner, Stiftsarchivar von Admont
- Alois von Widmannstätten, Entdecker der Widmanstätten-Struktur: siehe Alois von Beckh-Widmanstätten (1754–1849)
- Florian Wiegele (* 2001), Fußballtorwart
- Columban von Wieland (1735–1787), Abt von Admont
- Gerhart Wielinger (* 1941), Jurist und Beamter
- Karl Wiener (1901–1949), Zeichner, Grafiker und Fotomontagekünstler
- Christoph Wiener-Pucher (* 2006), Fußballtorwart
- Adolf Wiesler (1878–1958), Landschaftsmaler und Grafiker
- Walter Wilburg (1905–1991), Rechtswissenschaftler
- Otto Wilhelm (1857–1908), Buchhalter und Abgeordneter zum Österreichischen Abgeordnetenhaus
- Otto zu Windisch-Graetz (1873–1952), Militär der k.u.k. Armee, erster Ehemann der Erzherzogin Elisabeth Marie von Österreich
- Adolf Winkler (1938–2014), Cellist, Dirigent, Musiklehrer und Komponist
- Arthur Winkler-Hermaden (1890–1963), Geologe
- Christian Winkler (* 1981), Autor
- Harald Winkler (* 1962), Bobfahrer, Olympiasieger im Viererbob
- Laura Winkler (* 1988), Jazzsängerin und Komponistin
- Wolfgang Winkler (* 1945), Musikwissenschaftler, Musiker, Moderator und Kulturmanager
- Leopoldine Winter (1854–1945), Frauenrechtsaktivistin und Vereinsfunktionärin
- Susanne Winter (* 1957), Juristin und Politikerin
- Julius Wirl (1888–1968), Anglist
- Christina Wirnsberger (* 1982), Politikerin (Grüne)
- Manfred Wirth (* 1952), Fußballspieler und -trainer
- Walter Wittmann (1948–2020), Jurist und Schachspieler
- Gerhard Woeginger (1964–2022), Informatiker
- Monika Wogrolly (* 1967), Philologin, Philosophin und Schriftstellerin
- Gery Wolf (1949–2023), Fotograf
- Hannes Wolf (* 1999), Fußballspieler
- Hans Wolf (1921–1972), Lehrer und Maler
- Herta Wolf (* 1954), Kunsthistorikerin und Hochschullehrerin
- Jonas Wolf (* 2006), Fußballspieler
- Patrick Wolf (* 1981), Fußballspieler
- Robert Wolf (* 1965), Physiker und Dramatiker
- Walter Wolf (* 1939), österreichisch-kanadischer Unternehmer und Rennstallbesitzer
- Otto S. Wolfbeis (1947–2023), Chemiker und Hochschullehrer
- Raphael Wressnig (* 1979), Organist und Komponist

### Z
- Nika Zach (* 1975), Jazzsängerin
- Richard Zach (1919–1943), Dichter, Widerstandskämpfer und Opfer des Nationalsozialismus
- Franz von Zeiller (1751–1828), Jurist
- Ferdinand Matthias Zerlacher (1877–1923), Maler und Zeichner
- Günther Ziesel (1941–2022), Journalist, Fernsehmoderator und Intendant
- Brigitta Zöchling-Jud (* 1972), Juristin, Hochschullehrerin, Dekan der Rechtswissenschaftlichen Fakultät der Universität Wien
- Alfred Zoff (1852–1927), Landschaftsmaler
- Ludwig Zschock (1839–1890), Gutsbesitzer und Abgeordneter zum Österreichischen Abgeordnetenhaus
- Otto von Zwiedineck-Südenhorst, Volkswirt
- Jakob Zwigott (1643/44–1709), Abt des Zisterzienserstiftes Rein

## Weitere Persönlichkeiten mit Bezug zu Graz
Hier werden bekannte Persönlichkeiten aufgeführt, die in Graz einen Teil ihres Lebens verbracht haben oder in Graz gestorben sind.
- Kunigunde von Österreich (* 1465 in Wiener Neustadt, † 1520 in München), Habsburger Prinzessin. Um sie entstand die Sage des Steinernen Hundes am Grazer Schloßberg.
- Bernhard Walther (* 1516 in Leipzig, † 1584 in Graz), innerösterreichischer Regierungskanzler, Hofkanzler in Graz
- Karl II. von Innerösterreich (* 1540 in Wien, † 1590 in Graz), regierender Erzherzog von Innerösterreich, gründete die Universität Graz
- Maria Anna von Bayern (* 1551 in München, † 1608 in Graz), Erzherzogin von Innerösterreich und zentraler Proponent der Gegenreformation in der Steiermark
- Johannes Kepler (* 1571 in Weil der Stadt, † 1630 in Regensburg), Mathematiker, Astronom und Optiker, lehrte und forschte von 1594 bis 1600 in Graz
- Maria Anna von Bayern (* 1574 in München, † 1616 in Graz), Erzherzogin von Innerösterreich, geborene Prinzessin von Bayern, erste Gemahlin Ferdinands II.
- Anna Maria von Brandenburg-Bayreuth (* 1609 in Bayreuth, † 1680 in Ödenburg), Fürstin von Eggenberg, geborene Prinzessin von Bayreuth
- Eleonora Maria Rosalia von Liechtenstein (* 1647 in Wien, † 1703 in Graz), Fürstin von Eggenberg, verfasste das bekannte Arzneimittel-Rezeptbuch Freywillig aufgesprungener Granat-Apffel des Christlichen Samariters
- Karl Scherffer (* 1716 in Gmunden, † 1783 in Wien), Präfekt der Grazer Sternwarte und Lehrer der Mathematik
- Kaspar Andreas von Jacomini (* 1726 in St. Daniel am Karst, † 1805 in Graz), Unternehmer und Beamteter
- Maria Theresia von Savoyen (* 1756 in Turin, † 1805 in Graz), Marquise de Maison, Prinzessin von Sardinien, Gräfin von Artois, nach der Französischen Revolution Exilsitz in Graz
- Johann Baptist von Winklern (* 1768 in Murau, † 1841 in Pöls), Geistlicher, Theologe und Historiker, Actuar und Kurat am Ursulinenkloster
- Louis Bonaparte (* 1778 in Ajaccio, Korsika, † 25. Juli 1846 in Livorno, Toskana), Graf von St. Leu, König von Holland, Bruder Napoleons I., Exilsitz in Graz
- Erzherzog Johann (* 1782 in Florenz, † 1859 in Graz) wirkte von 1811 bis zu seinem Tod in Graz und der Steiermark.
- Karl von Schönhals (* 1788 in Braunfels bei Wetzlar, † 1857 in Graz), Feldzeugmeister, lebte von 1852 bis zu seinem Tod in Graz, wo er auf dem Friedhof St. Peter beerdigt ist.
- Sebastian Willibald Schießler (* 1790 in Prag, † 1867 in Graz), österreichischer Schriftsteller
- Maria Karolina von Bourbon-Sizilien (* 1798 in Palermo, † 1870 in Mureck), sizilianische Prinzessin, Herzogin von Berry, Exilsitz in der Steiermark
- Jakob Lorber (* 1800 in Kanischa/Kaniža, † 1864 in Graz) war Musiker und christlicher Mystiker.
- Johann Nestroy (* 1801 in Wien, † 1862 in Graz), Schauspieler und Dichter, von 1826 bis 1833 als Schauspieler in Graz, kehrte er in den letzten beiden Lebensjahren noch öfters nach Graz zurück.
- Anna Plochl (* 1804 in Aussee, † 1885 ebenda), Gräfin von Meran, Schirmherrin des Anna-Kinderspitals
- Alois Schlör (* 1805 in Wien, † 1852 in Graz), Spiritual am Priesterseminar, Gründer u. a. des Paulusvereins und des Waisenhauses Paulinum in Graz
- Alexander Graf von Auersperg (* 1806 in Laibach, † 1876 in Graz), Dichter und Politiker, lebte, studierte und starb in Graz, Mitglied des Steiermärkischen Landtages.
- Caroline Fischer-Achten (* 1806 in Wien, † 1896 in Graz), Opernsängerin (Sopran)
- Carl von Frankenstein (* 1810 in Prag, † 1848 in Graz), Galvaniseur, Industrieller, Journalist, Herausgeber
- Josef Körösi (* 1811 in Szeged, † 1868 in Graz), Gründer der heutigen Andritz AG.
- Sophie von Scherer (* 1817 in Wien, † 1876 in Graz), Schriftstellerin
- Alexander von Hessen-Darmstadt (* 1823 in Darmstadt, † 1888 ebenda), hessischer Prinz und österreichischer Feldmarschallleutnant, der in Graz stationiert war.
- Maria Beatrix von Österreich-Este (* 1824 in Modena, † 1906 in Graz), Schwester im Grazer Karmelitinnenkloster, Prinzessin von Modena, Erzherzogin von Österreich
- Julia Hauke (* 1825 in Warschau, † 19. September 1895 bei Jugenheim), vormalige russische Hofdame, Fürstin, Stammmutter des Hauses Battenberg
- Wilhelm von Tegetthoff (* 1827 in Marburg an der Drau, † 1871 in Wien), Vizeadmiral und Kommandant der Österreichischen Marine
- Wilhelm von Württemberg (* 1828 in Carlsruhe in Preußisch-Schlesien, † 1896 in Meran in Tirol), württembergischer Prinz und Herzog, österreichischer General und Kommandant, der in Graz stationiert war.
- Karl Ludwig von Österreich (* 1833 in Schönbrunn, † 1896 ebenda), Erzherzog von Österreich, bewohnte das Palais Khuenburg
- Franz Graf (* 1837 in Nägelsdorf/Straden, † 1921 in Graz), langjähriger Grazer Bürgermeister (1897–1898, 1898–1912), Firmenteilhaber der Brauerei Puntigam; nach ihm ist die Franz-Graf-Allee in Graz benannt.
- Ferdinand Heinrich Thieriot (* 1838 in Hamburg, † 1919 in Hamburg), 1870–1885 Musikdirektor des steirischen Musikvereins in Graz.
- Richard von Krafft-Ebing (* 1840 in Mannheim, † 1902 in Graz), Universitätsprofessor, deutsch-österreichischer Psychiater und Rechtsmediziner.
- Arnold Luschin-Ebengreuth (* 1841 in Lemberg, † 1932 in Graz), Rechtshistoriker und Numismatiker
- Maria Annunziata von Bourbon-Sizilien (* 1843 in Caserta, † 1871 in Wien), Prinzessin von Sizilien, durch Heirat Erzherzogin von Österreich, bewohnte das Palais Khuenburg
- Peter Rosegger (* 1843 in Alpl, † 1918 in Krieglach), Dichter, verbrachte einen Großteil seines Lebens in Graz.
- Ludwig Boltzmann (* 1844 in Wien, † 1906 in Duino bei Triest), Physiker, lehrte ab 1869 an der Technischen Universität.
- Ferdinand Wüst (* 1844 in Rüdenhausen, † 1908 in Graz), Maler, Grafiker und Lithograph, Wüst war Teilhaber der lithographisch-artistischen Anstalt Mattheys Erben in Graz.
- Hans Tauber, (* 1848 in Wien, † 1913 in Graz), Richter in Graz, Heimatforscher und Numismatiker
- Alfonso Carlos de Borbón (* 1849 in London, † 1936 in Wien), carlistischer Prätendent auf den spanischen Thron, bewohnte die Villa Nieves in Geidorf
- Marie Karoline von Battenberg (* 1852 in Straßburg, † 1923 in Schönberg), Übersetzerin und Schriftstellerin, verbrachte einige Jahre ihrer Kindheit mit ihrer Familie in Graz
- Maria das Neves von Braganza (* 1852 in Kleinheubach, † 1841 in Wien), Infantin von Portugal, bewohnte die Villa Nieves in Geidorf
- Alexius Meinong (* 1853 in Lemberg, † 1920 in Graz), Philosoph und Psychologe, bekannt für die Gegenstandstheorie
- Nikola Tesla (* 1856 in Smiljan, † 1943 in New York), Physiker, Ausbildung 1876 bis 1878 an der Technischen Universität Graz
- Alexander I. (* 1857 in Verona, † 1893 in Graz), Fürst von Bulgarien, Exilsitz in Graz, Befehlshaber des Infanterieregiments Nr. 27
- Ernestine von Kirchsberg (* 1857 in Verona, † 1924 in Graz), Landschaftsmalerin
- Emil Ertl (* 1860 in Wien, † 1935 ebenda), Dichter und Schriftsteller, Direktor der Bibliothek der Technischen Hochschule Graz (jetzt Technische Universität Graz).
- Johann Puch (* 1862 in Sakušak bei Pettau, † 1914 in Graz), Unternehmer, kam als ca. 30-Jähriger nach Graz und baute dort seine Fahr- und Motorräder sowie Autos.
- Walther Nernst (* 1864 in Briesen, † 1941 in Zibelle), Physikochemiker, studierte und forschte in Graz; zu seinen Ehren wurde die Nernstgasse benannt.
- Johanna Loisinger (* 1865 in Preßburg, † 1951 in Wien), Gräfin von Hartenau, Opernsängerin und Klaviervirtuosin
- August Musger (* 1868 in Eisenerz, † 1929 in Graz) war ein österreichischer Priester und Physiker. Er gilt als Pionier der Filmkunst und Erfinder der Zeitlupe.
- David Herzog (* 1869 in Tyrnau, † 1946 in Oxford) war ein Historiker und Landesrabbiner für Steiermark und Kärnten 1909–1938
- Olga von Holzhausen (* 1871 in Wien, † 1944 in Graz), Malerin, 1929 mit der Medaille der Stadt Graz ausgezeichnet
- Olga Rudel-Zeynek (* 1871 in Olmütz, † 1948 in Graz), Politikerin, Abgeordnete zum Steirischen Landtag, Bundesrat, sowie Nationalrat, Präsidentin des Bundesrates
- Anton Afritsch, (* 1873 in Klagenfurt, † 1924 in Graz); Stadtrat, Gründer der Österreichischen Kinderfreunde. Afritschgasse und Anton-Afritsch-Kindergarten tragen seinen Namen.
- Eugen Bregant (* 1875 in Triest, † 1936 in Graz), österreichischer General
- Maria Schuhmeister (* 1877 in Wien, † 1951 in Washington), österreichische Ärztin
- Christine Touaillon (* 1878 in Iglau, † 1928 in Graz), Schriftstellerin und Literaturhistorikerin
- Gina Conrad von Hötzendorf (* 1879 in Triest, † 1961 in Semmering), Angehörige der Kriegspartei im Ersten Weltkrieg, geschiedene von Reininghaus
- Camillo Bregant (* 1879 in Triest, † 1956 bei Arnfels Bezirk Leibnitz Südsteiermark), österreichischer General und Reitsportler, lebte von 1920 bis 1956 in Graz und war Kavallerieinspizierender des österreichischen Bundesheeres und Kasernenkommandant der Reiterkaserne in Graz.
- Marta Elisabet Fossel (* 1880 in Liezen, † 1965 in Graz), Graphikerin, Illustratorin und Malerin
- Madame d’Ora (Dora Kallmus, * 1881 in Wien, † 1963 in Frohnleiten), Fotografin, begraben in Graz
- Martha Tausk (* 1881 in Wien, † 1957 in Utrecht), Politikerin, Journalistin, Frauenrechtlerin
- Mathilde Uhlirz (* 1881 in Wien, † 1966 in Graz), Historikerin, Professorin für Mediävistik, Nationalsozialistin
- Franz Nabl (* 1883 in Lautschin, † 1974 in Graz), Schriftsteller
- Joseph Schumpeter (* 1883 in Triesch, Mähren, † 1950 in Taconic, Connecticut), Ökonom, war von 1911 bis 1921 Professor an der Karl-Franzens-Universität Graz.
- Emmy Hiesleitner-Singer (* 1884 in Voitsberg, † 1980 in Graz), Graphikerin und Malerin
- Viktor Geramb (* 1884 in Deutschlandsberg, † 1958 in Graz), steirischer Volkskundler
- Rudolf Wagner (Musiker, 1884) (* 1884 in Bruck an der Mur, † 1959 in Graz), Musikpädagoge und 1. Geiger des Urania Quartetts 1919 bis 1938.
- Helene Serfecz (* 1886 in Klagenfurt, † 1943 in Graz), Widerstandskämpferin in der Zeit des Nationalsozialismus
- Leopold Stocker (* 1886 im Waldviertel, † 1950 in Graz), Verleger, deutschnationaler Politiker
- Erwin Schrödinger (* 1887 in Wien, † 1961 in Wien), österreichischer Physiker, Nobelpreisträger, unterrichtete an der Karl-Franzens-Universität
- Dora Boerner-Patzelt (* 1891 in Prag als Dorothea Sophia Patzelt, † 1974 in Graz), sudetendeutsche Medizinerin, Histologin und Embryologin
- Paula Maly (* 1891 in Wien, † 1974 in Laßnitzhöhe), Malerin und Grafikerin
- Angelika Szekely (* 1891 in Olmütz, † 1979 in Graz), Physikerin und Universitätsprofessorin an der Karl-Franzens-Universität
- Margarethe Martiny-Holzhausen (* 1893 in Przemysl, † 1976 in Graz), österreichische Bildhauerin, Malerin, Kinderbuchautorin und Illustratorin
- Mela Spira (* 1893 in Wien, † 1967 in London), Schauspielerin und Schriftstellerin
- Katalin Bregant (* 1893 in Szoma bei Kaposvár, Königreich Ungarn, † 1991 in Graz), geborene Edle von Fautz, Vizepräsidentin des Steirischen Roten Kreuzes und Ehrenmitglied des Österreichischen Roten Kreuzes
- Paula Wallisch (* 1893 in St. Johann am Pressen, † 1986 in Graz), Widerstandskämpferin gegen den Nationalsozialismus, Politikerin
- Ida Maly (* 1894 in Wien, † 1841 NS-Tötungsanstalt Hartheim), österreichische Malerin
- Maria Stromberger (* 1898 in Metnitz, Kärnten, † 1957 in Bregenz, Vorarlberg), „der Engel von Auschwitz“, Krankenschwester und Widerstandskämpferin in der Zeit des Nationalsozialismus
- Ella Flesch (* 1898 in Budapest, † 1957 in Manhattan, New York City), Opernsängerin
- Maria Viktoria von Attems (* 1899 in Wien, † 1983 wohl in Millstatt, Kärnten), Gräfin, Gastronomin, Hotelier, Malerin und Illustratorin
- Maria Höfner (* 1900 in Linz, † 1992 in Graz), Orientalistin
- Maria Matzner (* 1902 in Zniscenie bei Lemberg, † 1987 in Graz), Politikerin, Träger des Ehrenrings des Landes Steiermark
- Friedrich Schmiedl (* 1902 in Schwertberg, † 1994 in Graz), Raketenpionier, Studium an der Technischen Universität, entwickelte er Stratosphärenballons und zündete 1931 die erste Postrakete der Welt.
- Margarete Hoffer (* 1906 in Marburg an der Drau, † 1991 in Graz), evangelische Theologin, Vikarin und Religionslehrerin, Gegnerin des Nationalsozialismus
- Anna-Lülja Praun (* 1906 in Sankt Petersburg, † 2004 in Wien), Architektin und Designer
- Maria Pachleitner (* 1909 in Polstrau, † 2008), Gründerin und Präsidentin der Lebenshilfe
- Marion von Krafft-Ebing (* 1911 in Wien, † 2002 in Graz), Autorin
- Erna Diez (* 1913 in Kaschau, † 2001 in Graz), Archäologin, leitete ab 1945 das Institut für Klassische Archäologie der Universität Graz
- Berta Liebmann (* 1913 in Leoben, † 2005 in Graz), Mundartdichterin und Schriftstellerin
- Ernst Bregant (* 1920 in Somogyszil, Ungarn, † 27. März 2016), österreichischer Marineoffizier im deutschen Reich, Jurist und Tennissportler
- Elga Maly (* 1921 in München, † 1989 in Graz), österreichische Malerin
- Tibor Varga (* 1921 in Győr, † 2003 in Grimisuat, Schweiz), Geiger, Dirigent und Pädagoge von Weltruf, unterrichtete zuletzt an der Universität für Musik und darstellende Kunst Graz
- Franz Karl Stanzel (* 1923 in Molln, † 2023), Anglist und Literaturwissenschaftler
- Sepp Tezak (* 1923 in Kapfenberg; † 2013), Eisenbahnhistoriker und Eisenbahnmaler
- Alfred Kolleritsch (* 1931 in Brunnsee, † 2020 in Graz), Autor und Herausgeber der Zeitschrift manuskripte
- Mimi Coertse (* 1932 in Durban, Südafrika), Opernsängerin
- Thomas Kenner (* 29. September 1932 in Wien, † 22. Dezember 2018 in Graz), Arzt, Hochschullehrer und Rektor der Universität Graz 1989 bis 1991
- Günther Domenig (* 6. Juli 1934 in Klagenfurt, † 15. Juni 2012 in Graz), Architekt, Studium und Professur an der Technischen Universität
- Ibrahim Abouleish (* 1937 in Mashtul, † 2017), ägyptischer Chemiker, Unternehmer und Entwicklungshelfer, 2003 Right Livelihood Award, studierte und lebte in Graz
- Richard Kriesche (* 1940 in Wien), bildender Künstler, Medienkünstler
- Barbara Frischmuth (* 1941 in Altaussee, Salzkammergut, † 2025 ebenda), Autorin und Übersetzerin
- Jochen Rindt (* 1942 in Mainz, † 1970 in Monza), Formel-1-Weltmeister, bei seinen Großeltern in Graz aufgewachsen
- Ruth Feldgrill-Zankel (* 1942 in Kapfenberg), Bundesministerin, Grazer Bürgermeister-Stellvertreterin
- Peter Handke (* 1942 in Altenmarkt, Kärnten), Dichter, Schriftsteller, Nobelpreisträger, 1961–1966 Studium der Rechtswissenschaften in Graz
- Irmgard Griss (* 1946 in Bösenbach), Juristin, Präsidentin des Obersten Gerichtshofes
- Stefanie Werger (* 1951 in Maria Lankowitz), Sängerin, Kabarettistin, Ikone des Austropops
- Gabriel Loidolt (* 1953 in Eibiswald), Schriftsteller
- Christine Brunnsteiner (* 1954 in Eisenerz), Radio- und Fernsehmoderatorin, Autorin, Ansagen-Sprecherin der Graz Linien
- Elisabeth Freismuth (* 1955 in Wien), Juristin, Rektorin der Universität für Musik und darstellende Kunst Graz
- Lisa D. (* 1956 in Klagenfurt), Modedesignerin, Mode-Performance-Künstlerin und Modeaktivistin für Nachhaltigkeit
- Inge Friedl (* 1959 in Bruck an der Mur), Autorin, Historikerin und Museumspädagogin
- Margit Kraker (* 1960 in Zeltweg), Juristin, Präsidentin des Rechnungshofes Österreich
- Andrea Kurz (* 1962 in Wien), Intensivmedizinerin, Anästhesistin, Rektorin der Medizinischen Universität Graz
- Barbara Steiner (* 1964 in Dörfles), Direktorin des Kunsthauses Graz
- Lisa Rücker (* 1965 in Salzburg), Politikerin, Grazer Vizebürgermeisterin
- Elisabeth Sobotka (* 1965 in Wien), Intendantin der Grazer Oper
- Maria Kubin (* 1966 in Wien), altkatholische Bischöfin von Österreich
- Juliane Bogner-Strauß (* 1971 in Wagna), Molekularbiologin, Chemikerin, Bundesministerin und Landesrätin
- Theresa Zammit Lupi (* 1972 auf Malta), Restauratorin an der Universität Graz, entdeckte das Grazer Mumienbuch
- Bettina Habsburg-Lothringen (* 1975 in Wolfsberg), Historikerin, Leiterin des Landeszeughauses und weiterer Grazer Museen im Universalmuseum Joanneum
- Martina Schröck (* 1977 in Bruck an der Mur), Politikerin, Vizebürgermeisterin von Graz
- Jelena Krstic (* 1981 Kovin, Serbien) studierte an der Universität für Musik und darstellende Kunst
- Thomas Vanek (* 1984 in Baden), Eishockeyspieler, lebte und spielte zeitweise in Graz
- Anna F. (* 1985 in Friedberg), Musikerin, Singer-Songwriter
- Conchita Wurst (* 1988 in Gmunden), Sängerin, absolvierte die Modeschule in Graz
- Melissa Naschenweng (* 1990 in Villach), Musikerin und Sängerin, studierte Jus in Graz
- Verena Gotthardt (* 1996 in Klagenfurt am Wörthersee), Schriftstellerin und Fotografin
- Yvonne Weilharter (* 2000), Fußballspielerin der österreichischen Nationalmannschaft, spielte beim SK Sturm Graz
- Lisa Kolb (* 2001 in Oberösterreich), Fußballspielerin der österreichischen Nationalmannschaft, spielte beim SK Sturm Graz
- Sophie Hillebrand (* 2002 in Bad Ischl), Fußballspielerin der österreichischen Nationalmannschaft, spielte beim SK Sturm Graz
- Julia Magerl (* 2003 in Voitsberg), Fußballspielerin der österreichischen Nationalmannschaft, spielte beim SK Sturm Graz
- Chiara D’Angelo (* 2004), Fußballspielerin der österreichischen Nationalmannschaft, spielte beim SK Sturm Graz